# Liste der Baudenkmäler in Bad Bocklet
Auf dieser Seite sind die Baudenkmäler in dem unterfränkischen Markt Bad Bocklet zusammengestellt. Diese Tabelle ist eine Teilliste der Liste der Baudenkmäler in Bayern. Grundlage ist die Bayerische Denkmalliste, die auf Basis des Bayerischen Denkmalschutzgesetzes vom 1. Oktober 1973 erstmals erstellt wurde und seither durch das Bayerische Landesamt für Denkmalpflege geführt wird. Die folgenden Angaben ersetzen nicht die rechtsverbindliche Auskunft der Denkmalschutzbehörde.
 Diese Liste gibt den Fortschreibungsstand vom 16. April 2020 wieder und enthält 91 Baudenkmäler.

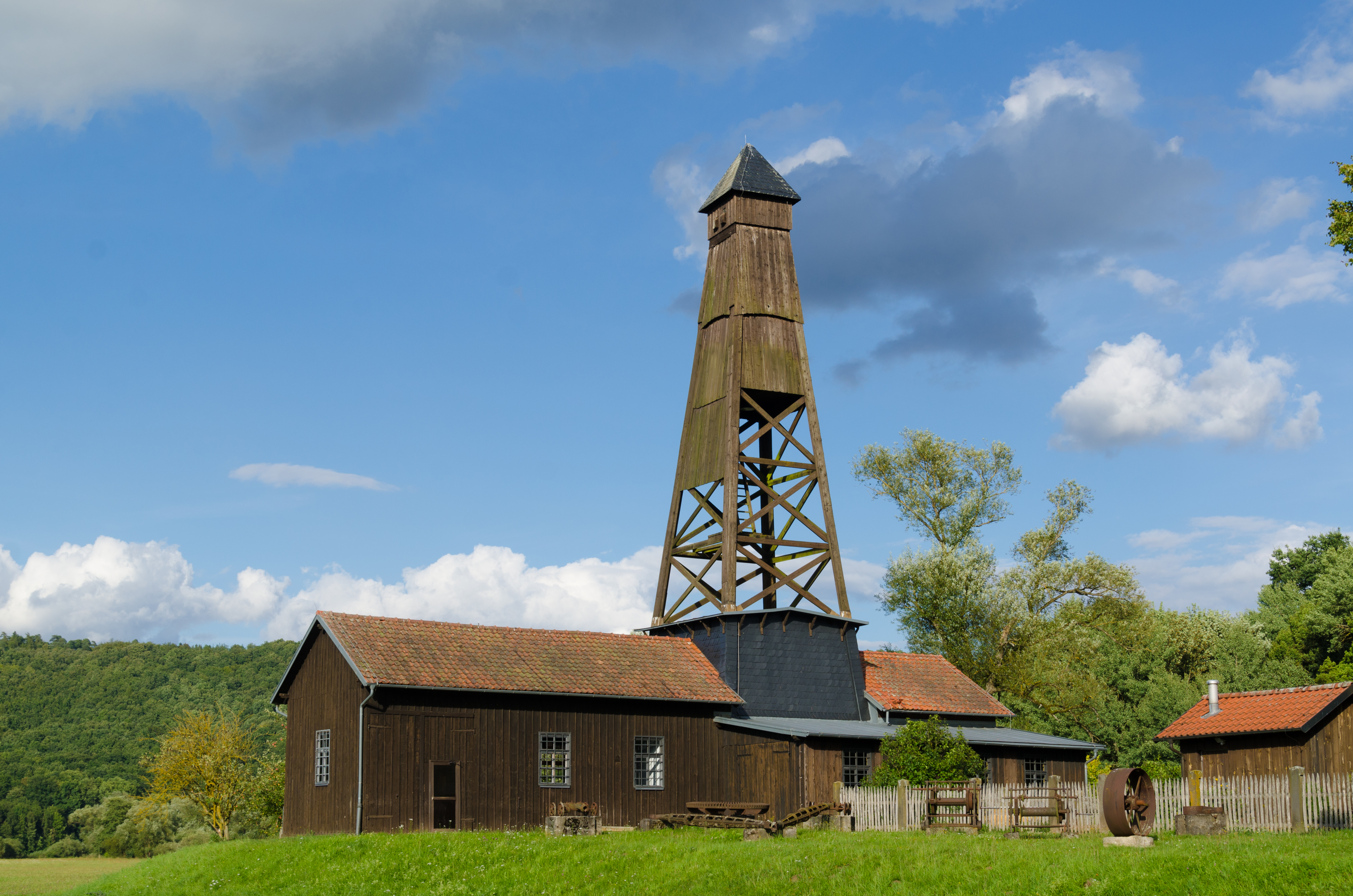
Bohrturm des Luitpoldsprudels

## Baudenkmäler nach Ortsteilen

### Bad Bocklet
Die ehemaligen würzburgisch-fürstbischöflichen Kuranlagen (Q41332434) (Lage) (Adresse Kurhausstraße 2) bestehen aus dem Kurpark und der etwa rautenförmigen symmetrisch darum angelegte Bautengruppe aus der zweiten Hälfte des 18. Jahrhunderts.
Bestandteile sind:
- Fürstenbau: Zweigeschossige, verputzte Dreiflügelanlage mit Walmdächern, im Kern von 1766, 1980–82 weitgehend erneuert (Lage).
- Brunnenbau: Zwei durch ein offenes Peristyl verbundene, eingeschossige Flügel mit Mansardwalmdächern, von Johann Philipp Geigel, 1786–1787 (Lage).
- Sogenannter Saalbau: Zweigeschossiger, verputzter Walmdachbau, von Andreas Gärtner, 1801–1802.
- Sogenannter Neuer Bau: Zweigeschossiger, verputzter Walmdachbau, 1800, 1981 weitgehend erneuert.
- Ehemalige Hofküche, jetzt Haus des Gastes: Eingeschossiger, verputzter Krüppelwalmdachbau mit Fachwerkgiebel, um 1800 (Lage).
- Gartenskulpturen: Figur eines Indianers, Jägers, Pan, Diogenes, Sandstein, um 1786.
- Kurpark: angelegt 1786 (Lage).

Aktennummer: D-6-72-112-5.

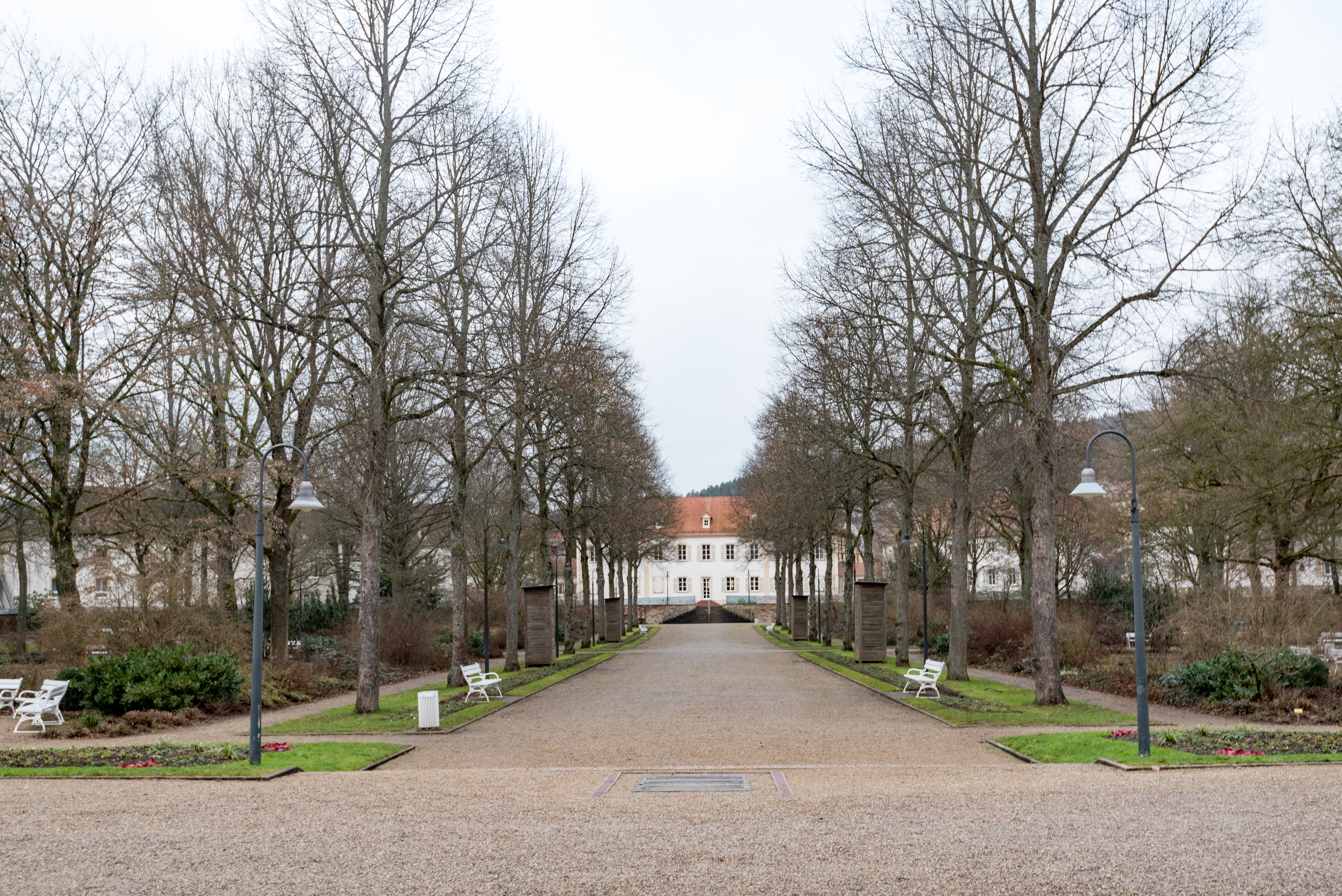
Kurpark weitere Bilder
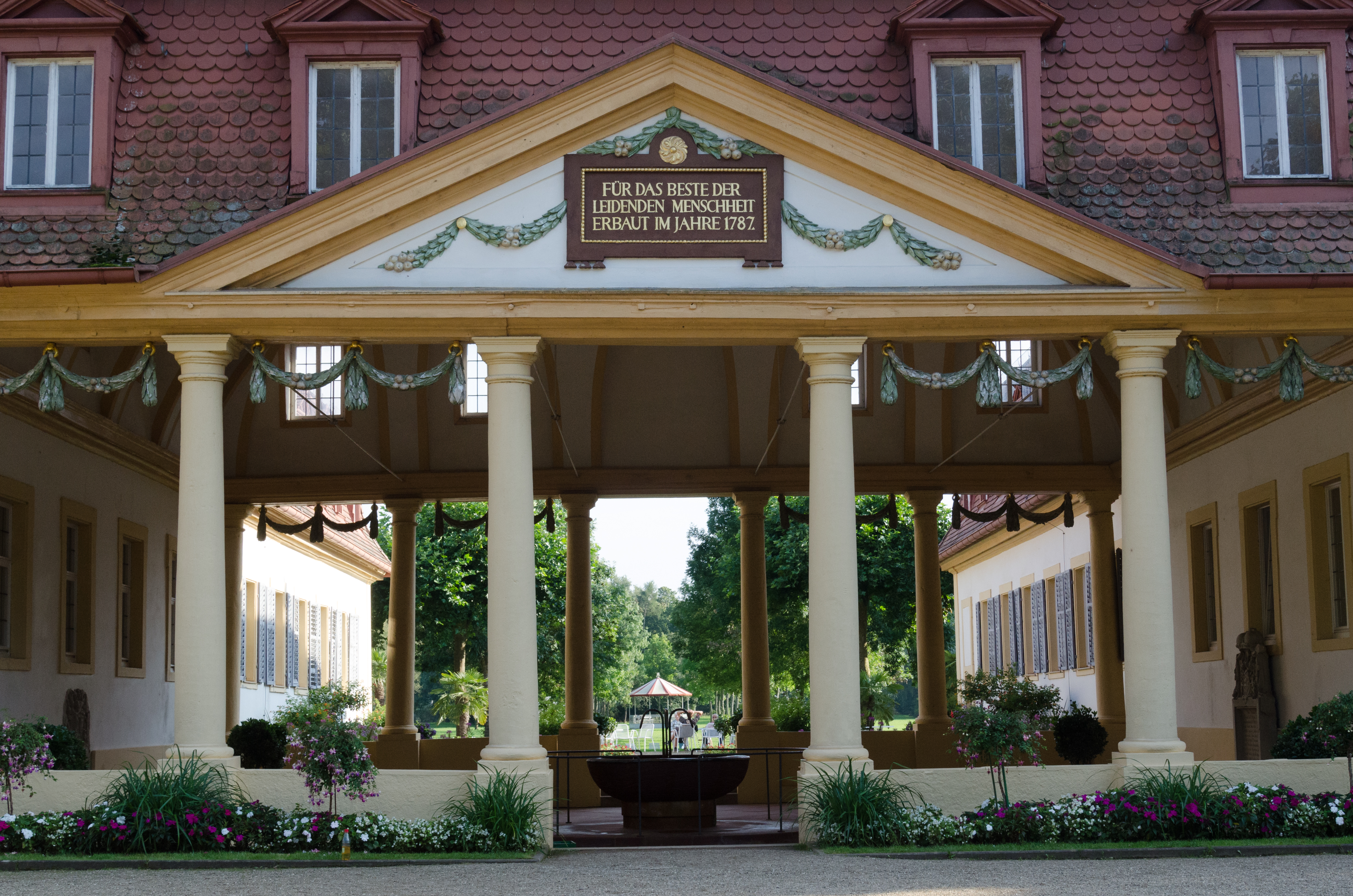
Brunnenhaus von Norden weitere Bilder
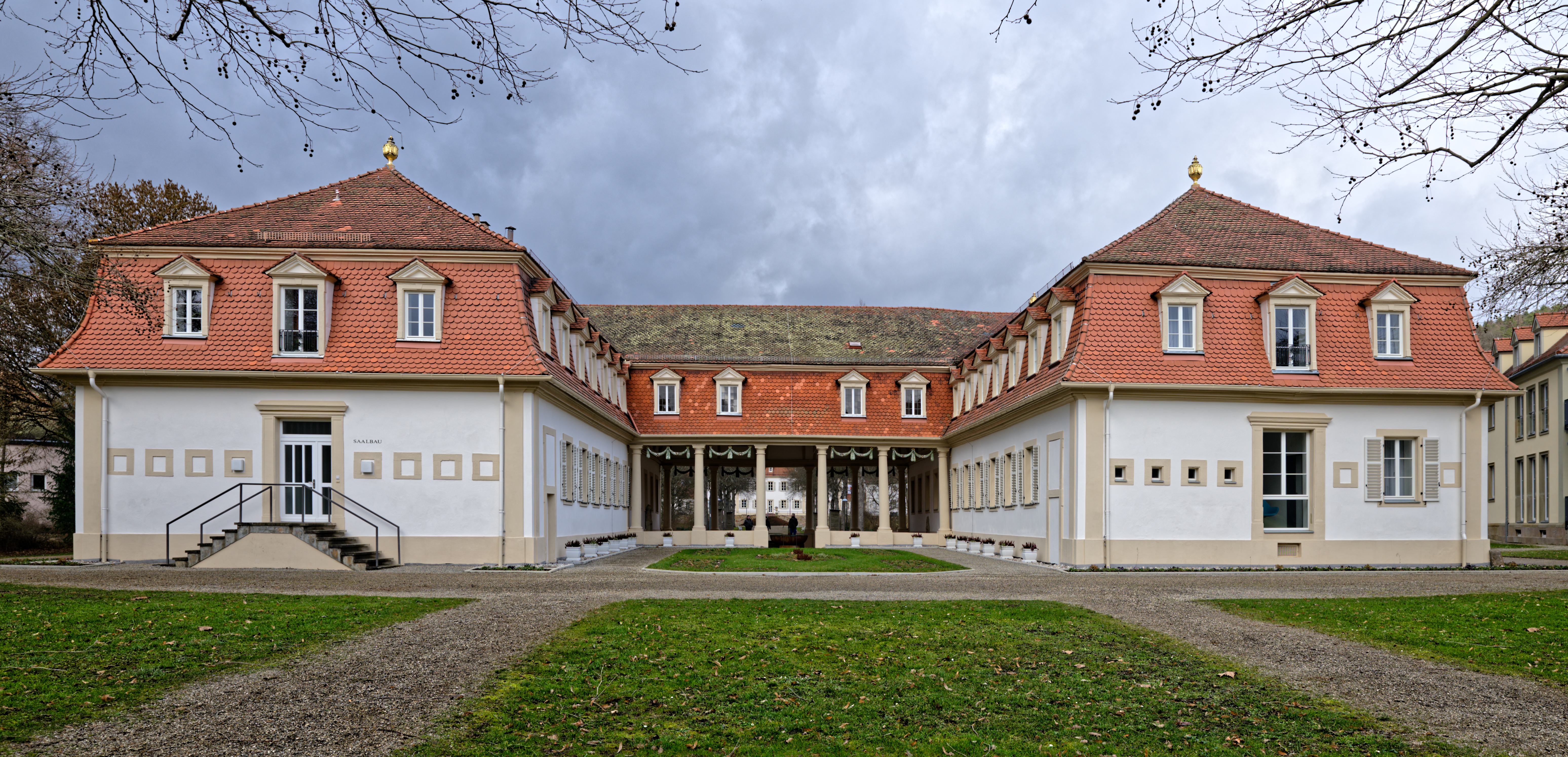
Brunnenhaus von Süden weitere Bilder
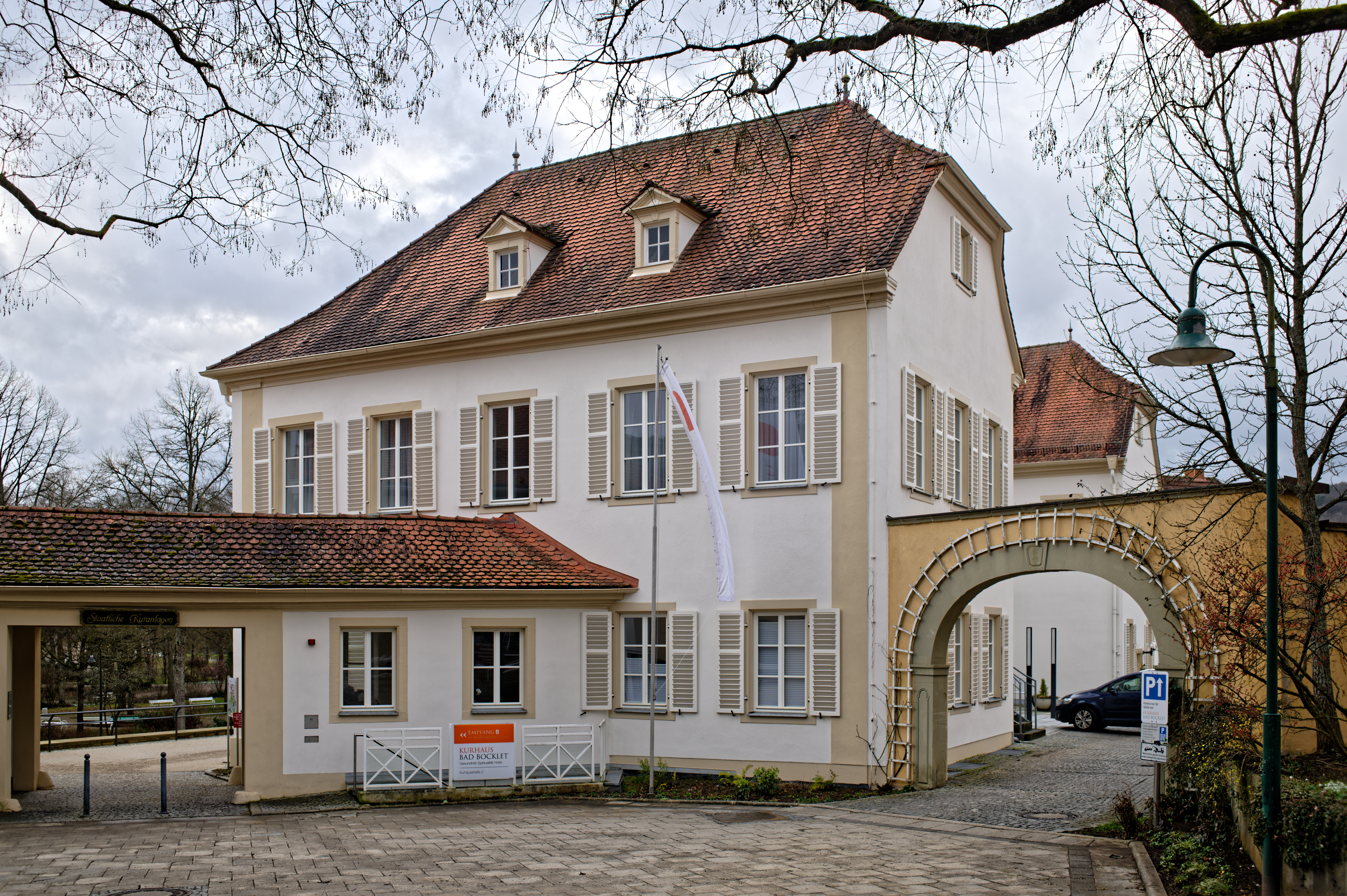
Fürstenbau weitere Bilder
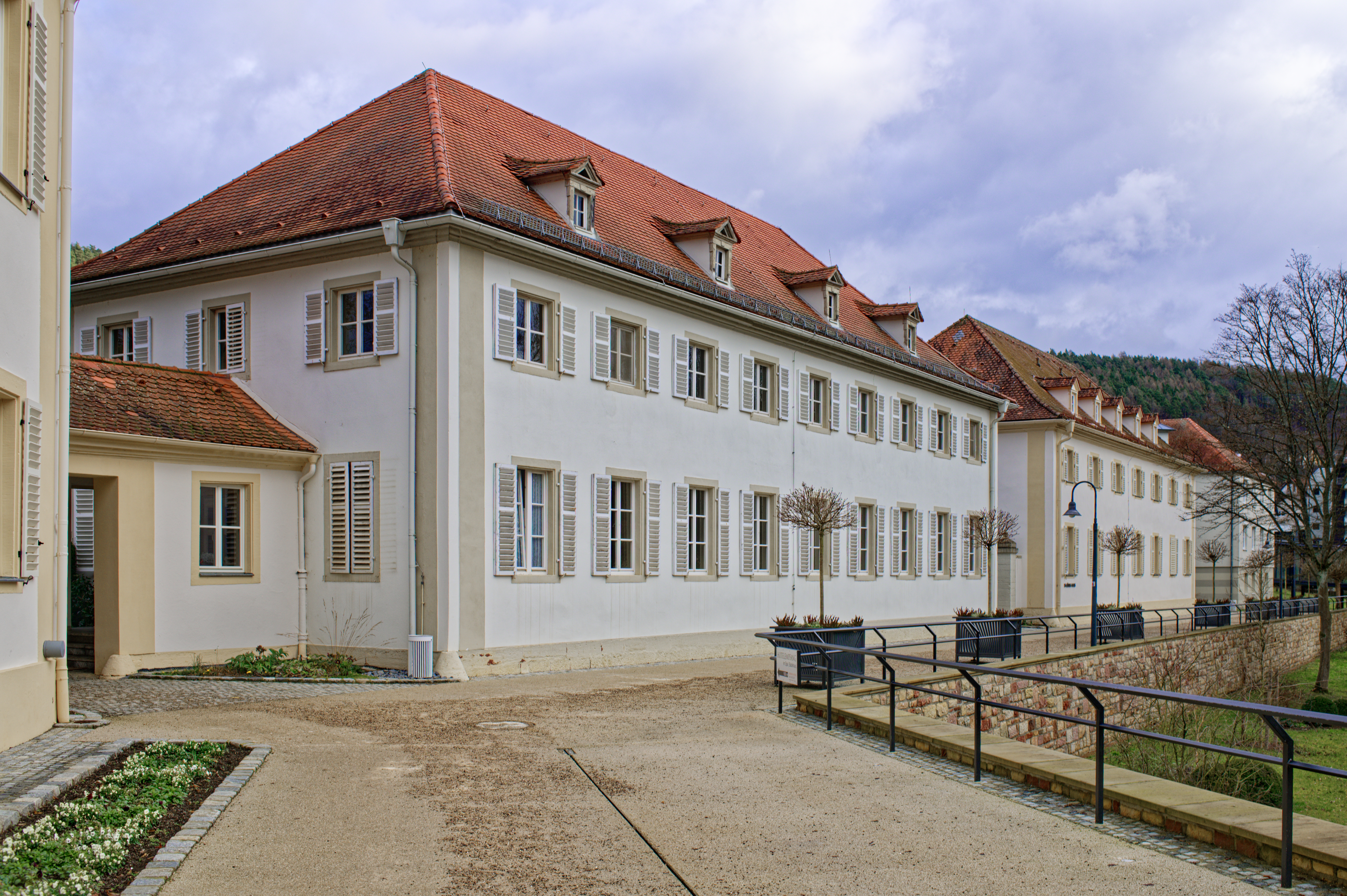
Saalbau weitere Bilder
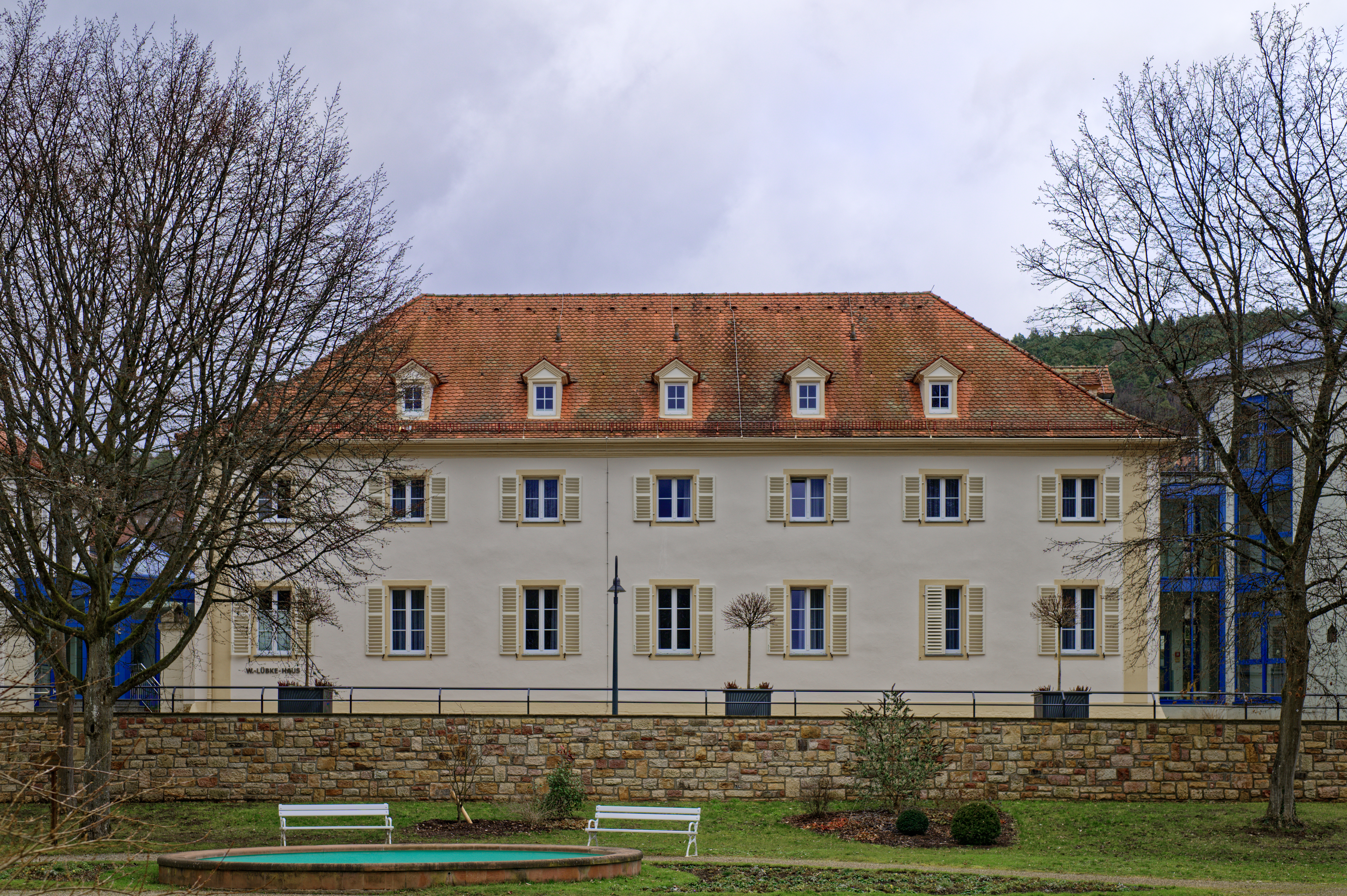
Neuer Bau weitere Bilder
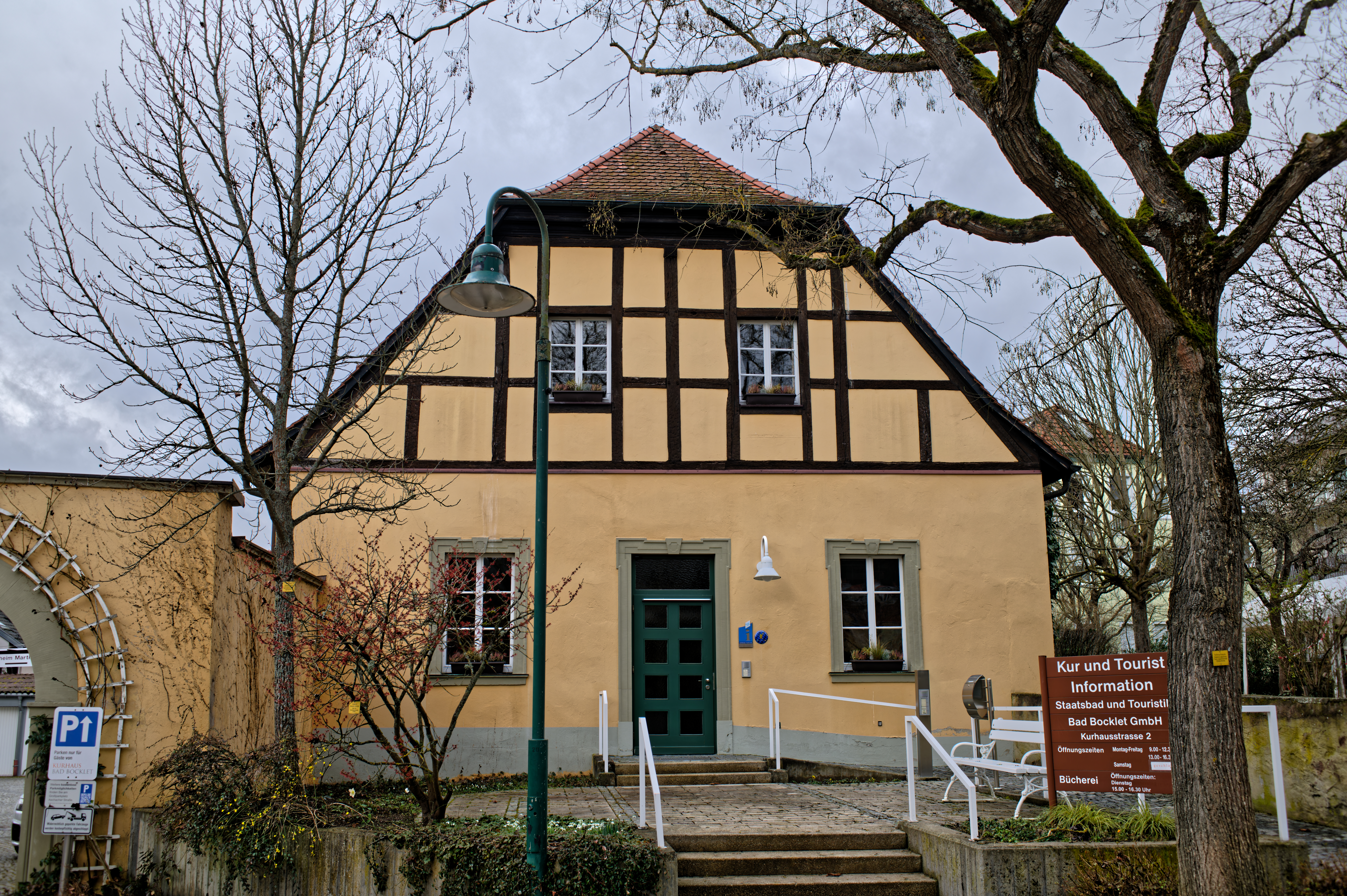
Hofküche weitere Bilder
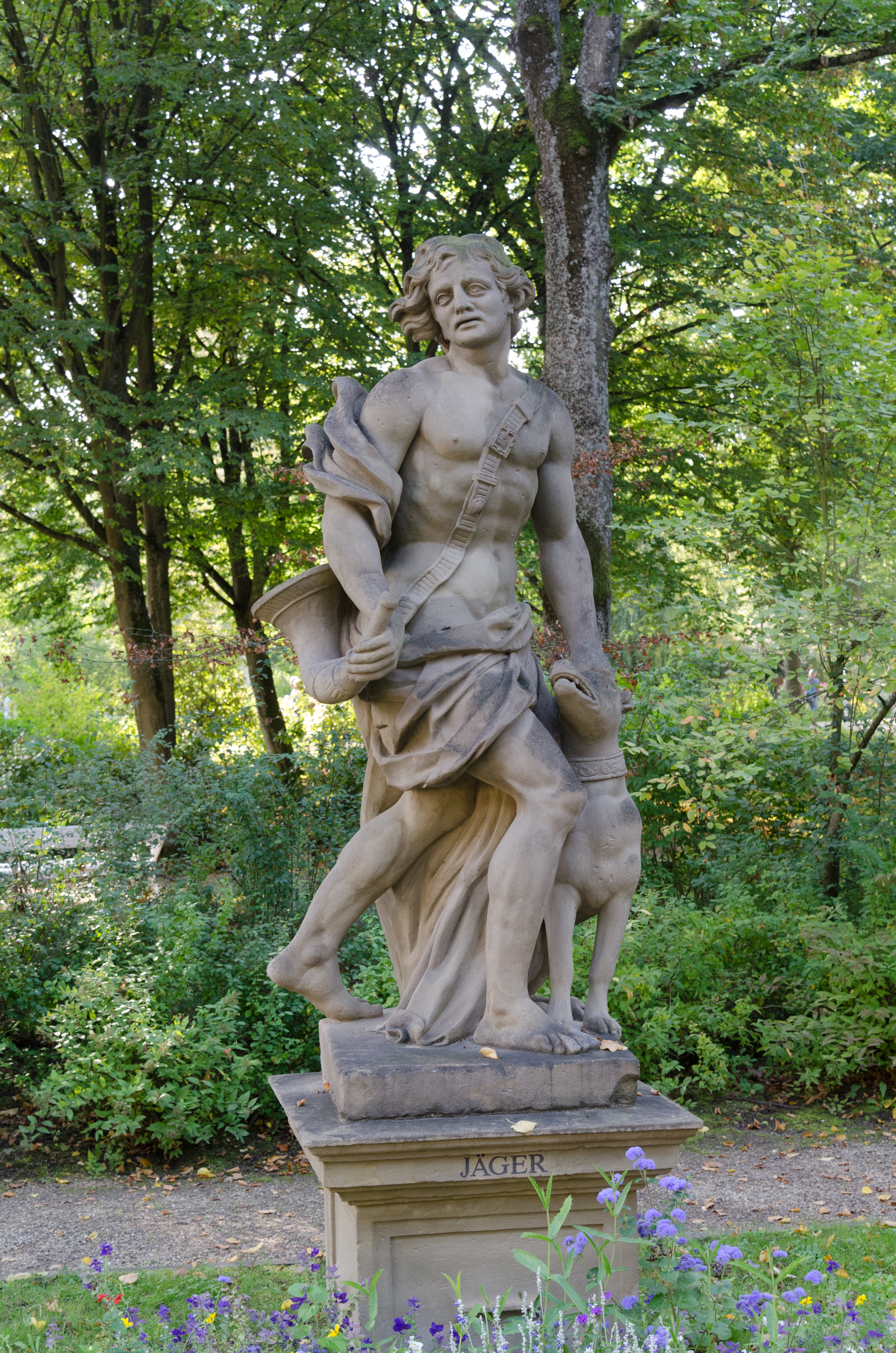
Gartenskulptur Jäger weitere Bilder
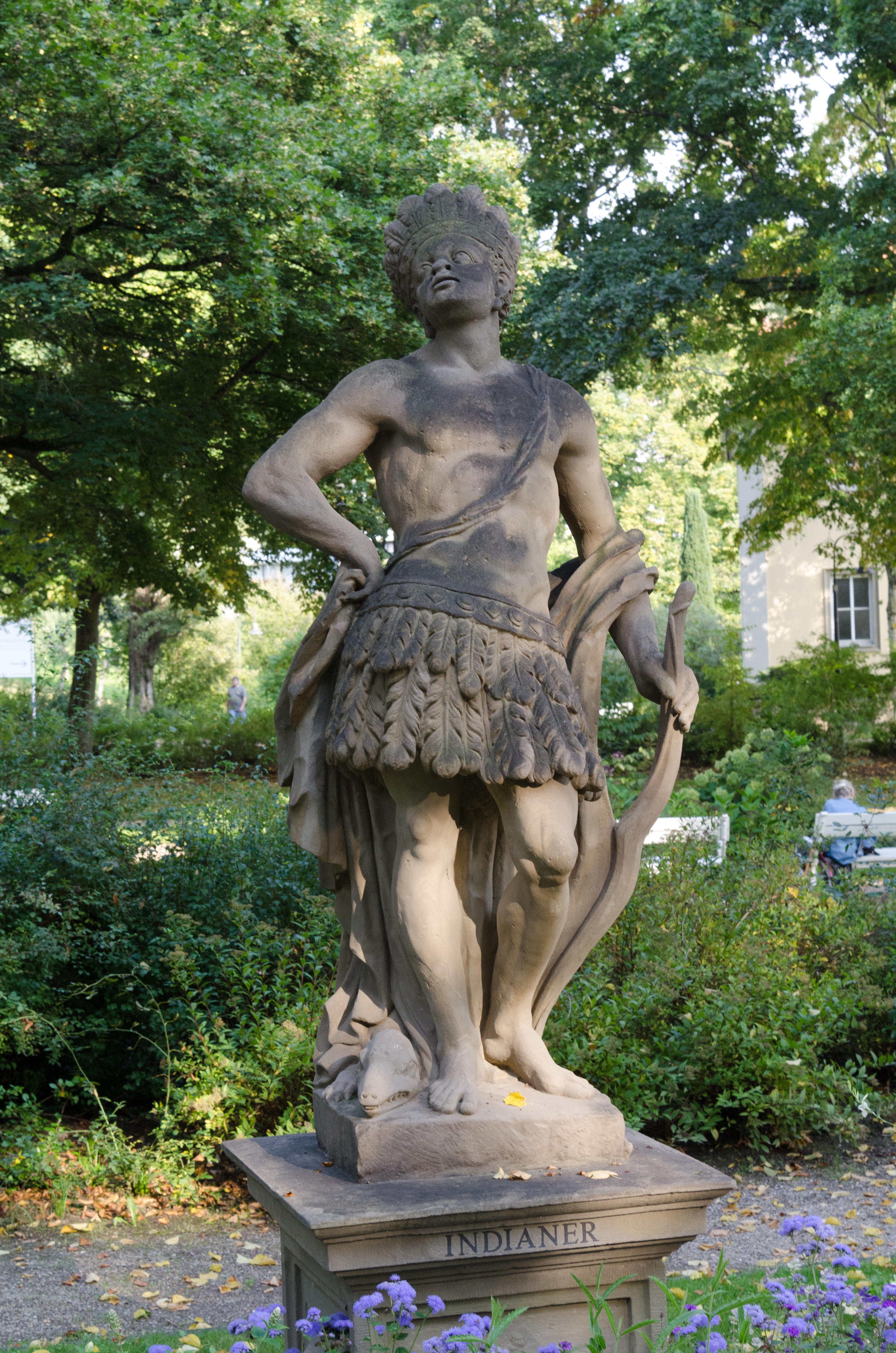
Gartenskulptur Indianer weitere Bilder
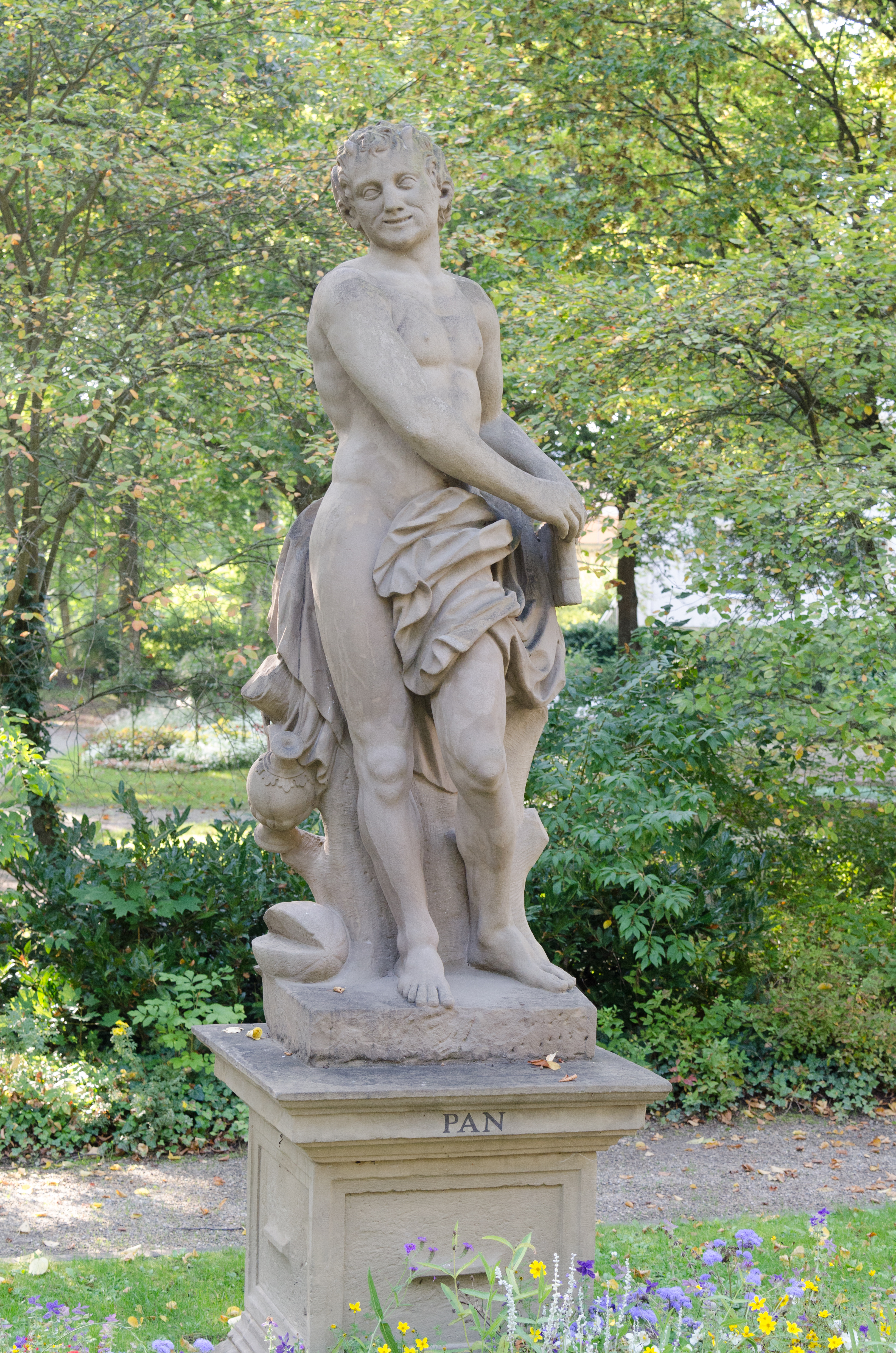
Gartenskulptur Pan weitere Bilder
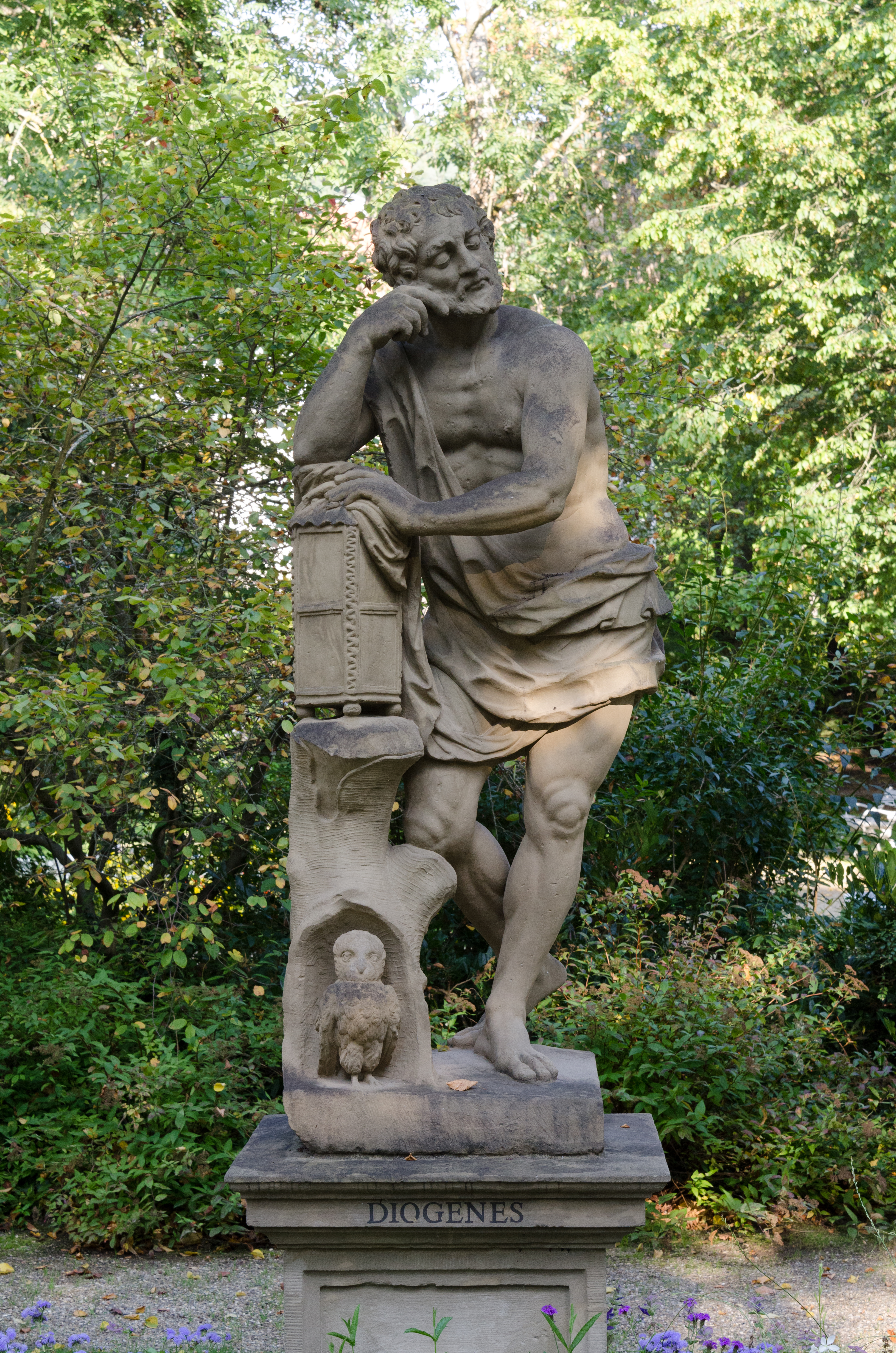
Gartenskulptur Diogenes weitere Bilder

| Lage                              | Objekt                                               | Beschreibung | Akten-Nr.              | Bild           |
| --------------------------------- | ---------------------------------------------------- | --- | ---------------------- | -------------- |
| Am Stahlbrunnen (Standort)        | Wegkreuz                                             | Kruzifix auf Postament mit Inschrift, Sandstein, bezeichnet „1890“                                                                                               | D-6-72-112-3 Wikidata  | weitere Bilder |
| Hinterm Rothelgraben (Standort)   | Wegkapelle                                           | Bruchsteinbau mit Rundbogennische und Satteldach, darin Marienfigur, Sandstein, Figur gefertigt von Michael Arnold, bezeichnet „1877“                            | D-6-72-112-16 Wikidata | weitere Bilder |
| Kirchweg 7 (Standort)             | Katholische Pfarrkirche St. Laurentius und Mauritius | Saalbau mit eingezogenem Chor, zweigeschossigem Westturm, Untergeschoss als Vorhalle ausgebildet, im Kern spätgotisch, um 1600; mit Ausstattung                  | D-6-72-112-4 Wikidata  | weitere Bilder |
| Kirchweg 7 (Standort)             | Kirchhofmauer                                        | Werkstein, teilweise modern aufgedoppelt, wohl zeitgleich | D-6-72-112-4 Wikidata  | weitere Bilder |
| Nähe Kurhausstraße (Standort)     | Bildstock                                            | Reliefplatte mit Darstellung der Heiligen Dreifaltigkeit, auf Schaft mit abgeschrägten Kanten über Sockel, Sandstein, bezeichnet „1894“                          | D-6-72-112-6 Wikidata  | weitere Bilder |
| Nähe Rhönstraße (Standort)        | Wegkreuz                                             | Kruzifix auf Postament mit Inschrift, darüber altarartiger Aufsatz mit Relief einer Monstranz und anbetenden Engeln, Sandstein, bezeichnet „1896“                | D-6-72-112-8 Wikidata  | BW             |
| Rhönstraße 10 (Standort)          | Bildstock                                            | Aufsatz mit Bildnische, darin Pietàrelief aus Kunststein, auf Vierkantschaft mit breiten Kanten, auf breitem Sockel, Sandstein und Kunststein, bezeichnet „1908“ | D-6-72-112-7 Wikidata  | weitere Bilder |
| Schläglein (Standort)             | Wegkreuz                                             | Kruzifix auf Postament mit Inschrift, Sandstein, bezeichnet „1896“                                                                                               | D-6-72-112-18 Wikidata | BW             |
| Sechsäcker (Standort)             | Bildstock                                            | Aufsatz mit Blendmaßwerk und Kruzifixrelief mit abgefastem Vierkantschaft und Trogsockel, Sandstein, 17. Jahrhundert                                             | D-6-72-112-15 Wikidata | weitere Bilder |
| Triebacker (Standort)             | Wegkreuz                                             | Kruzifix auf Sockel mit Inschrift, Sandstein, bezeichnet „1870“                                                                                                  | D-6-72-112-17 Wikidata | weitere Bilder |
| Nähe Von-Hutten-Straße (Standort) | Kreuzdachbildstock                                   | Mit Kreuzrelief, Inschrift und Bildnische mit modernem Marienbild, auf Schaft über Würfelsockel, Sandstein, bezeichnet „1646“                                    | D-6-72-112-9 Wikidata  | weitere Bilder |
| Von-Hutten-Straße 45 (Standort)   | Hausfigur                                            | 18./19. Jahrhundert; nicht nachqualifiziert | D-6-72-112-10 Wikidata | BW             |
| Windheimer Straße 3 (Standort)    | Gedenkstein                                          | Bezeichnet „1878“ | D-6-72-112-14 Wikidata | BW             |
| Windheimer Straße 4 (Standort)    | Wegkreuz                                             | Kruzifix auf Postament mit Inschrift, Sandstein, bezeichnet „1909“                                                                                               | D-6-72-112-13 Wikidata | weitere Bilder |

### Aschach
Das Schloss Aschach (Lage) (Adressen Hinterm Schloß 19, Schloßstraße 22, 24, Nähe Schloßstraße) wurde als ehemals hennebergische Burg um 1190 errichtet und mehrfach zerstört. Ab 1491 bis zur Säkularisation war es Jagdschloss und Verwaltungssitz der Würzburger Bischöfe. Ab 1829 beheimatete es eine Steingutmanufaktur. Ab 1873 war es im Privatbesitz von Friedrich Graf von Luxburg. Nach der Schenkung im Jahr 1955 an den Bezirk Unterfranken wird es seit 1957 schrittweise zu einem Museenkomplex umgewandelt.
Die um einen vieleckigen Hof angeordneten Bestandteile sind:
- Ehemaliger Wohnbau, seit 1957 Graf-Luxburg-Museum, dreigeschossiger, verputzter Satteldachbau mit Treppengiebeln, Baukörper in stumpfem Winkel geknickt, Westseite mit Freitreppe, Ostseite turmartigen Ausbau mit Schlosskapelle, Ostflügel 1525 und 1553 abgebrannt, 1559–1579 über älterem Kern neu errichtet; mit Ausstattung (Lage).
- Nordflügel, sogenanntes Kleines Schloss, heute Schlossgaststätte, dreigeschossiger, verputzter Satteldachbau mit Treppengiebeln, bez. 1527 (Lage).
- östlich daran anschließend dreigeschossiger sogenannter Gesindebau mit Satteldach, auf älterer rundbogiger, stichtonnengewölbter Tordurchfahrt, mit östlichem sogenannter Uhrturm mit quadratischem Grundriss und westlichem rundem sogenanntem Eulenturm, bez. 1530, 1527–1530 (Lage)
- Ehemalige Zehntscheune, jetzt Volkskundemuseum, zweigeschossiger, verputzter Satteldachbau mit Eckquaderung und Rundbogentor auf der Ostseite, bez. 1692 (Lage)
- Ehemaliges fürstbischöfliches Forsthaus, seit 1982 Schulmuseum, eingeschossiger, verputzter Fachwerkbau mit Satteldach, mit südlichem Anbau, im Kern 1774 (Lage)
- Wohnteil eines ehemaligen Wohnwirtschaftsgebäudes, eingeschossiger Bruchsteinbau mit Fachwerkgiebel und Satteldach, 17./18. Jh.
- Skulptur, Maria Immaculata, auf modernem Postament, Sandstein, 18. Jh. (Lage)
- Kreuzdachbildstock, Bildnische mit Relief des Hl. Georg und Inschrift, auf Säule mit Sockel, Sandstein, 17. Jh. (Lage)
- Ringmauer mit Turmfundamenten, Bruchstein- bzw. Haustein, 16./17. Jh. (Lage)
- Schlosspark, angelegt ab 1874 (Lage)

Aktennummer: D-6-72-112-34.

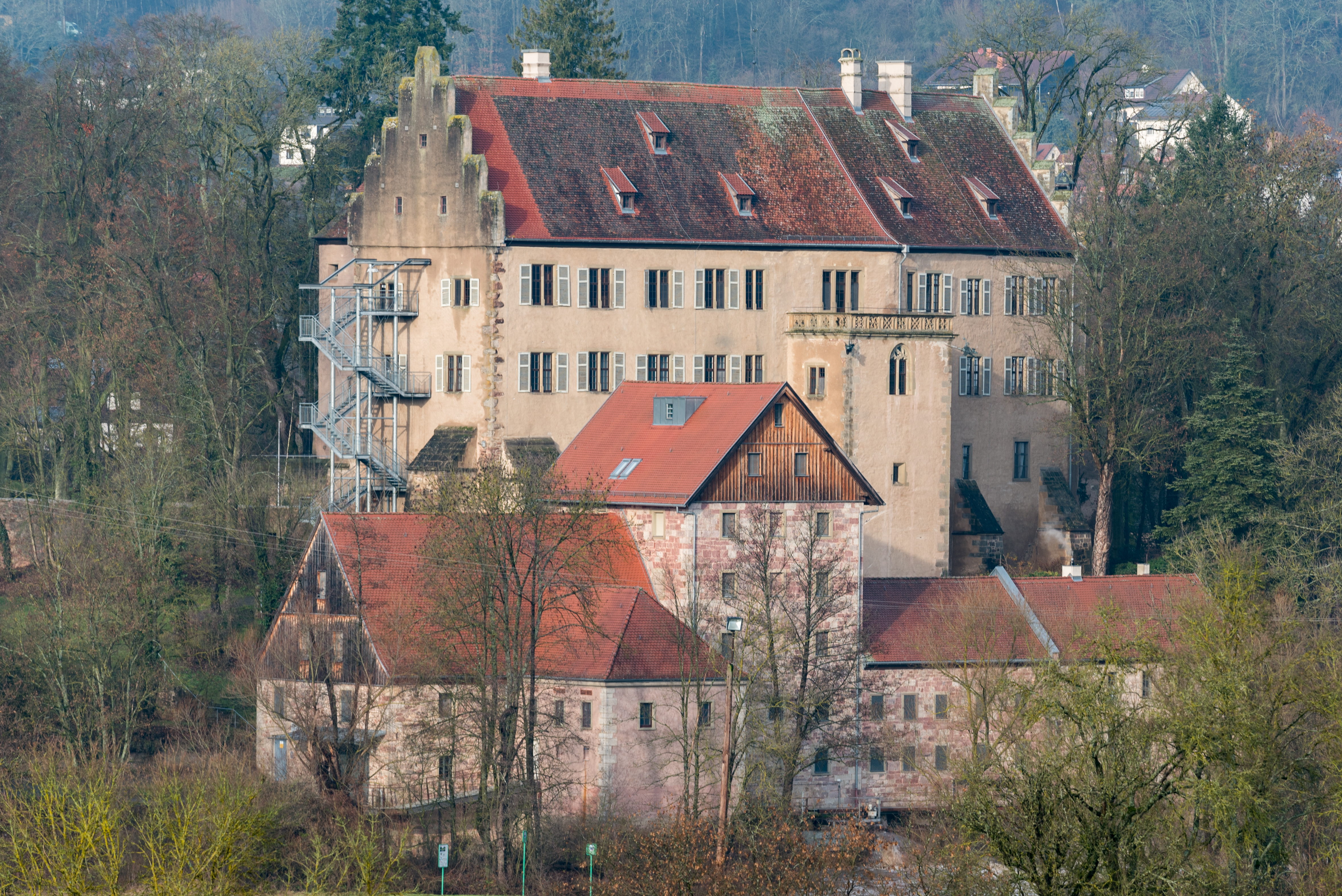
Wohnbau von Südosten weitere Bilder
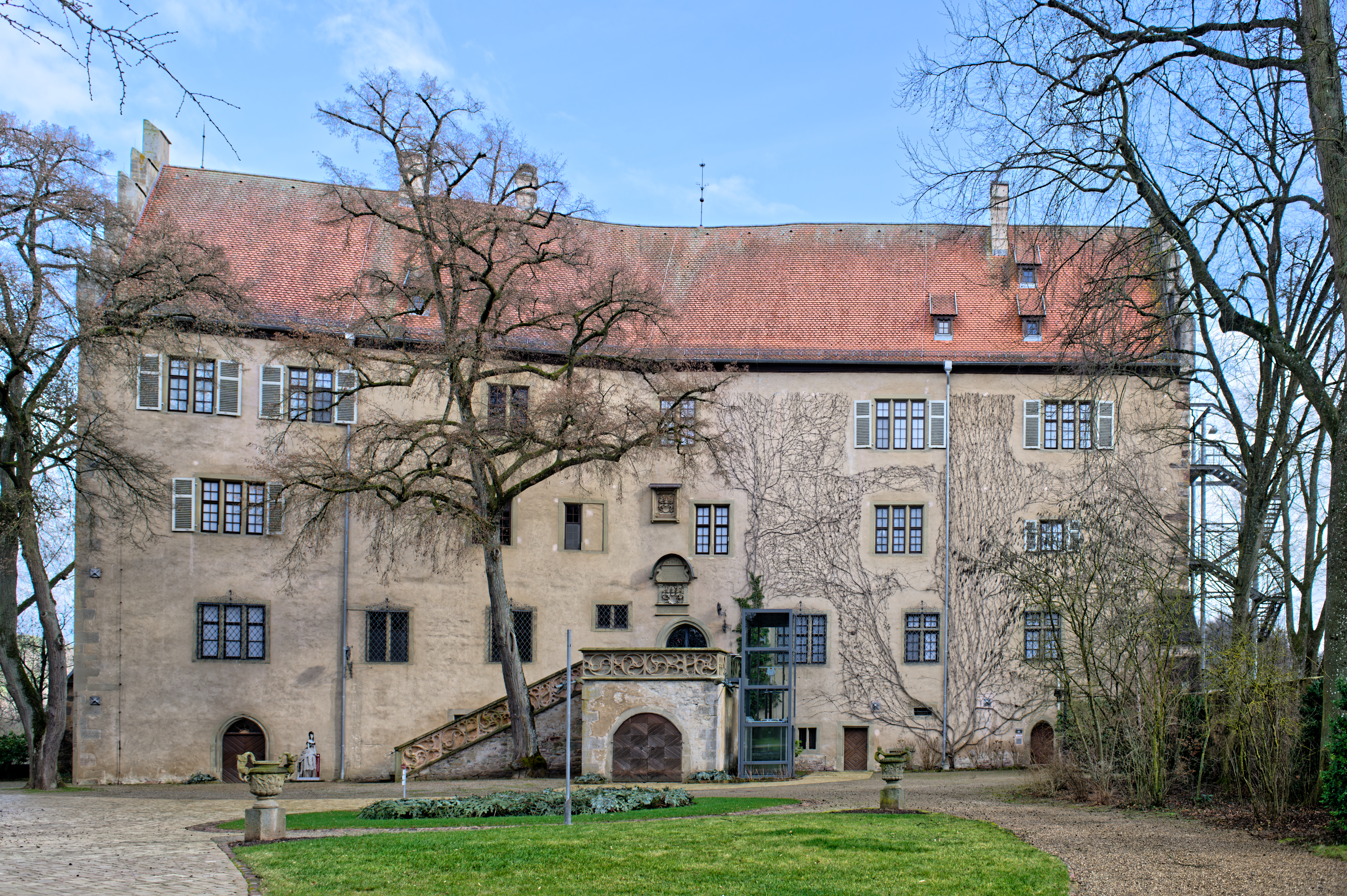
Wohnbau von Westen weitere Bilder
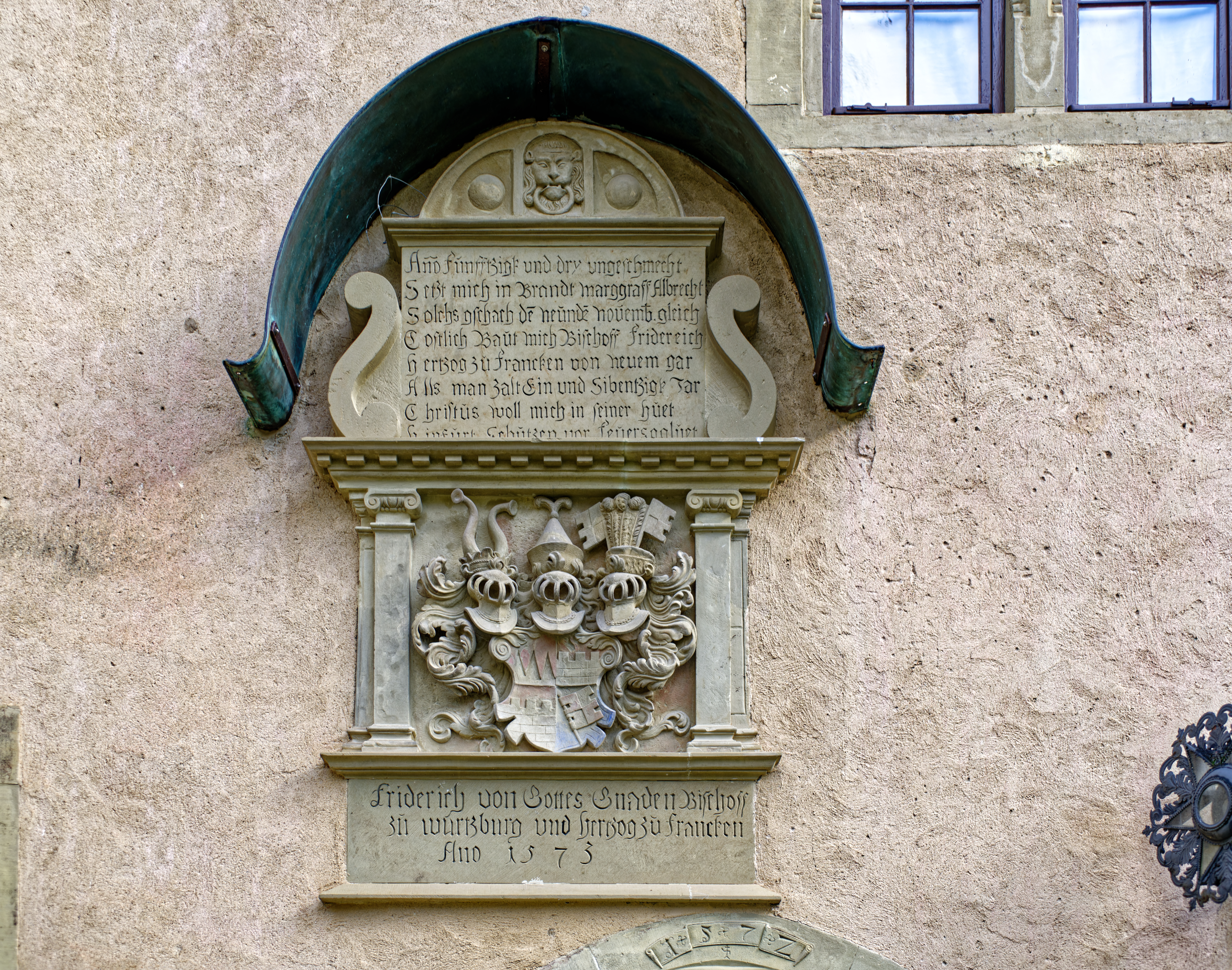
Wappenstein am Großen Schloss
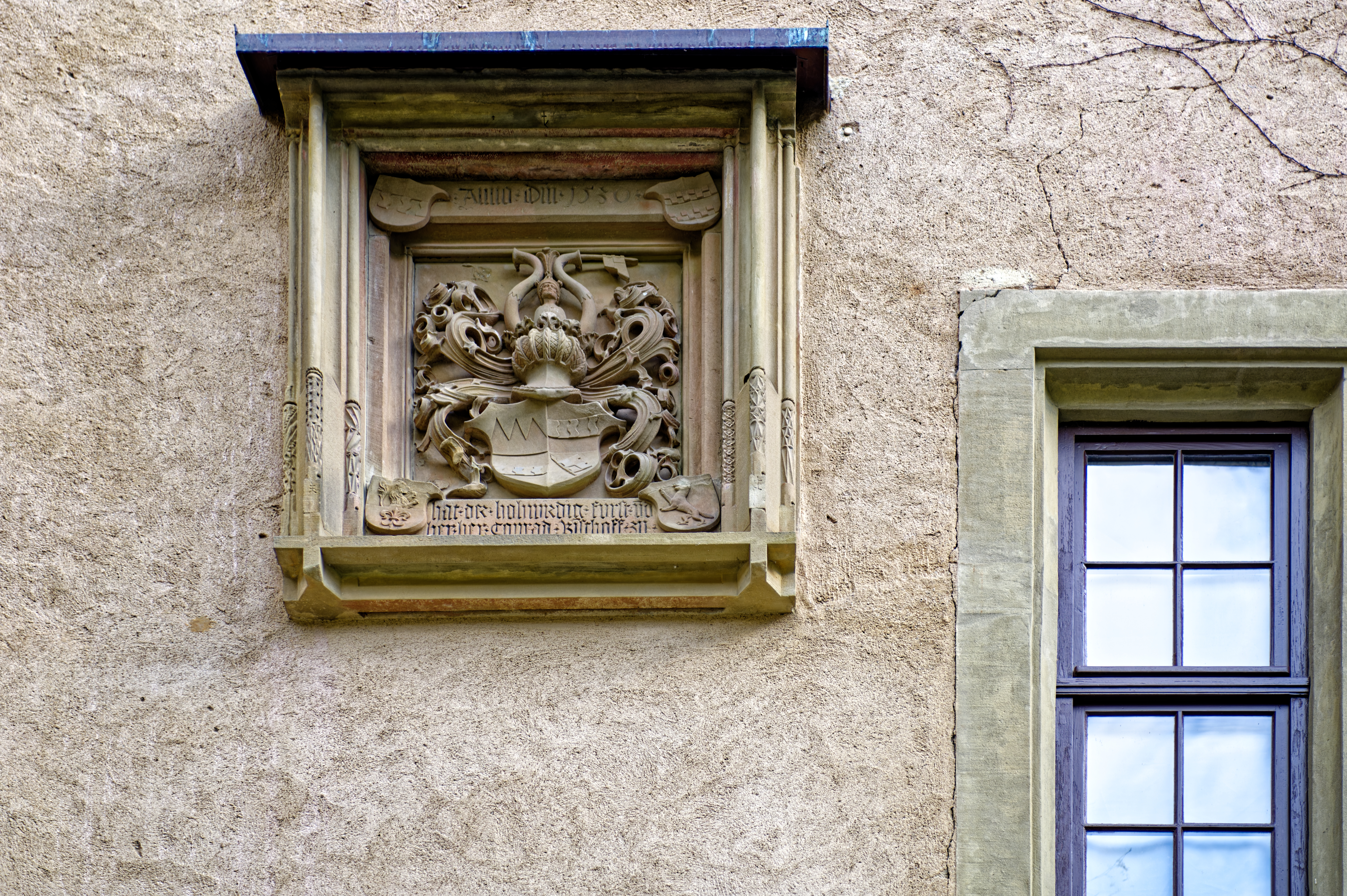
Wappenstein am Großen Schloss
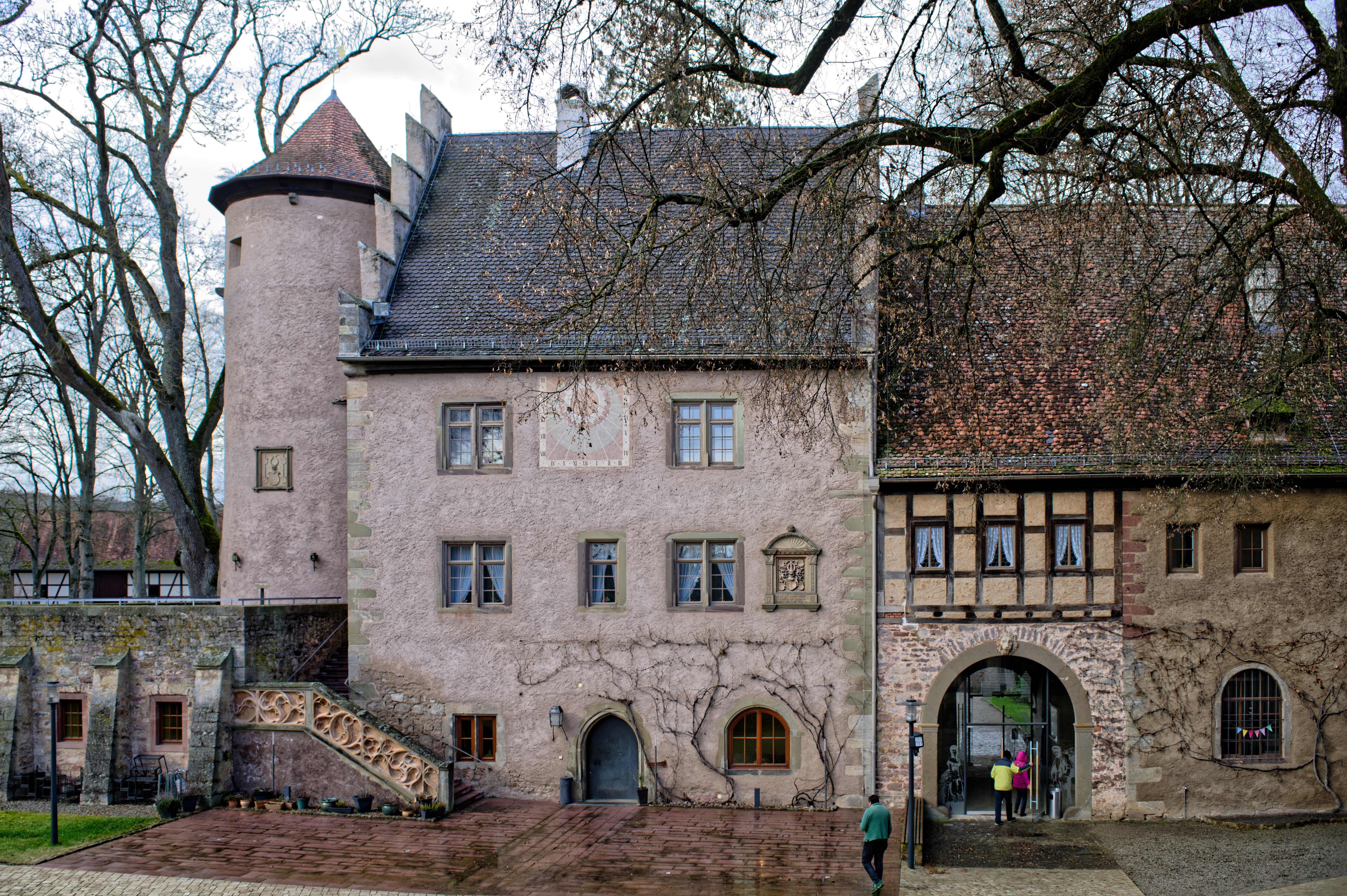
Kleines Schloss weitere Bilder
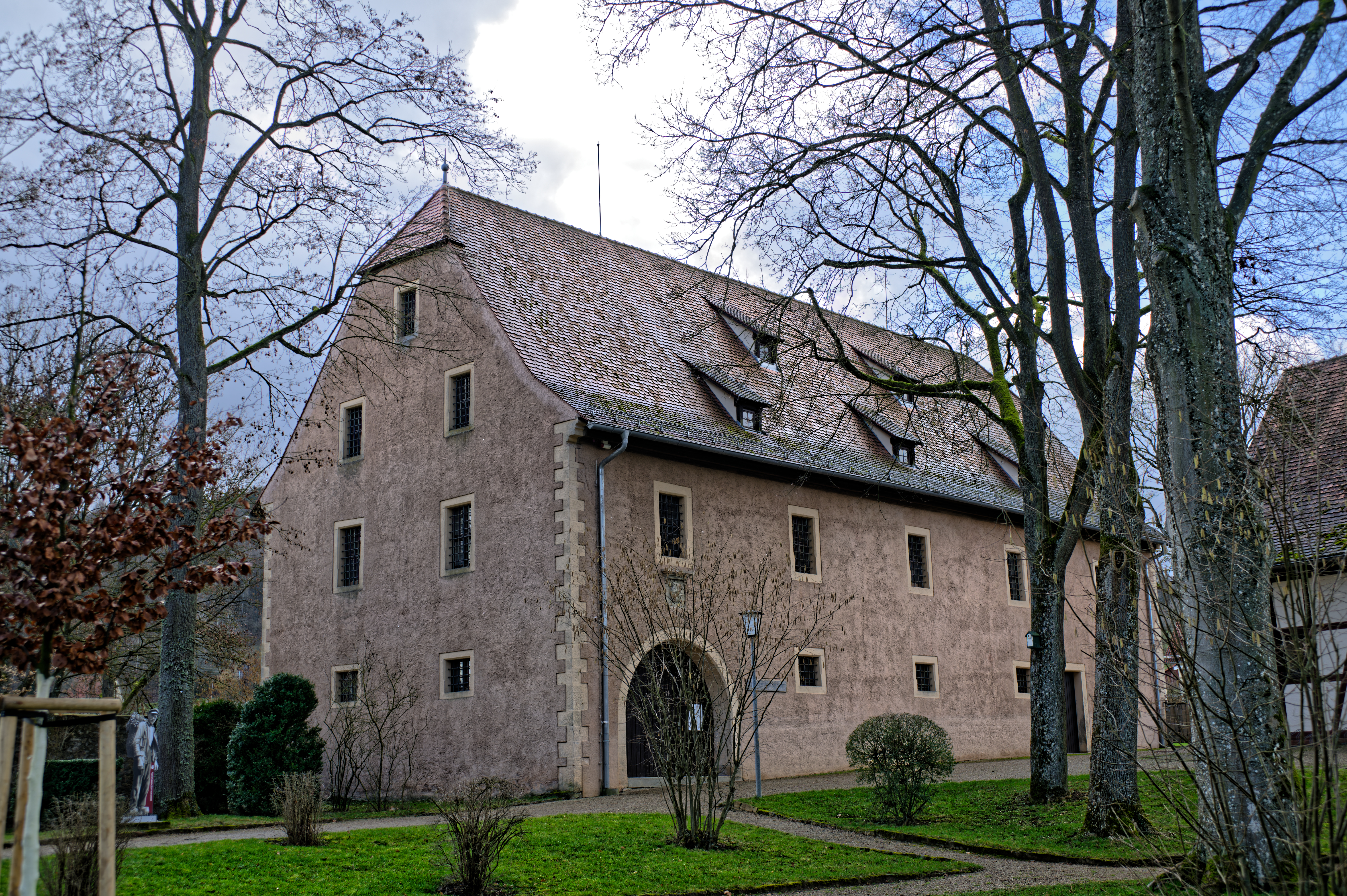
Ehemalige Zehntscheune, jetzt Volkskundemuseum weitere Bilder
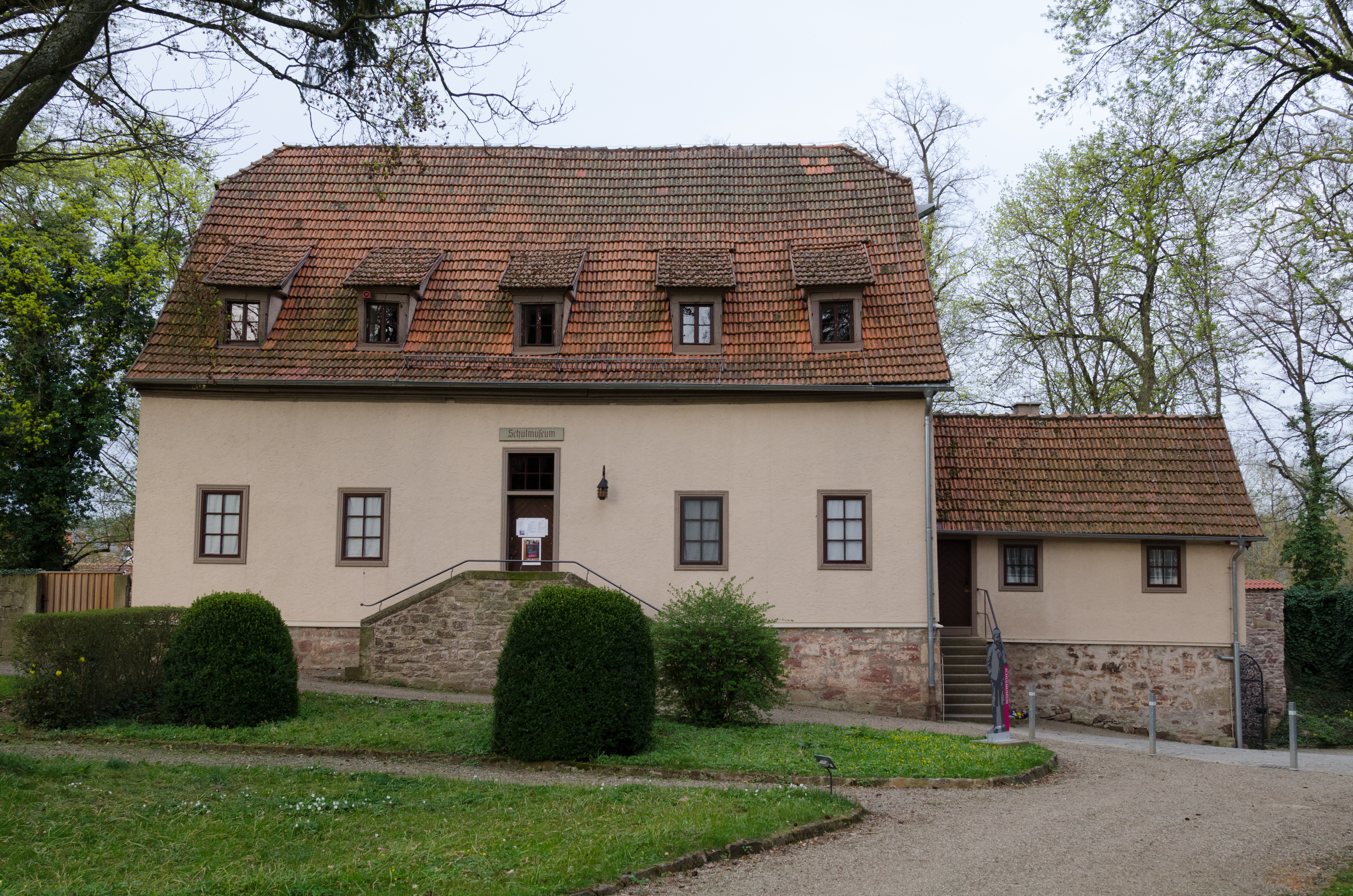
Ehemaliges Forsthaus, jetzt Schulmuseum weitere Bilder
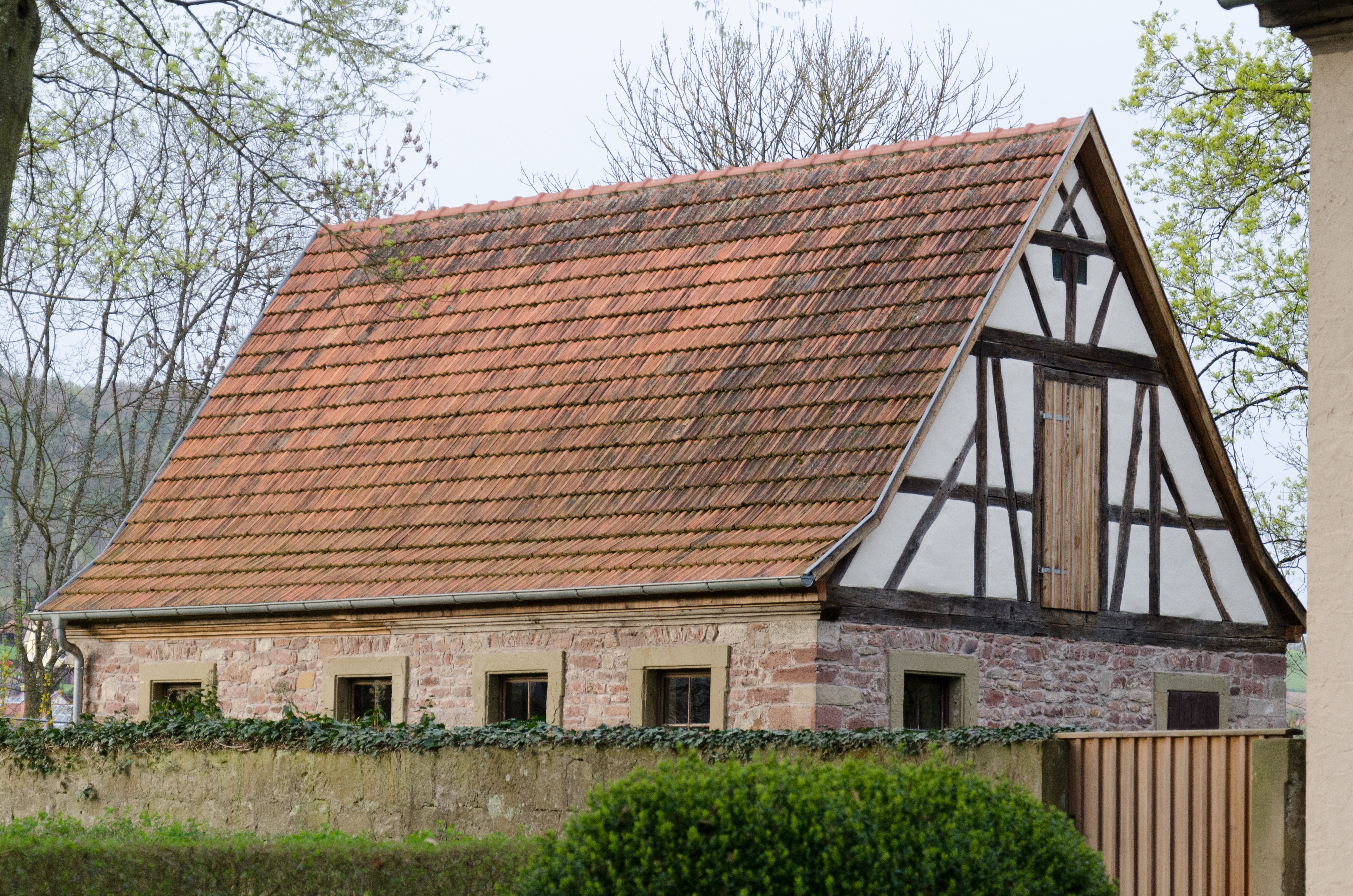
Wohnteil eines ehemaligen Wohnwirtschaftsgebäudes weitere Bilder
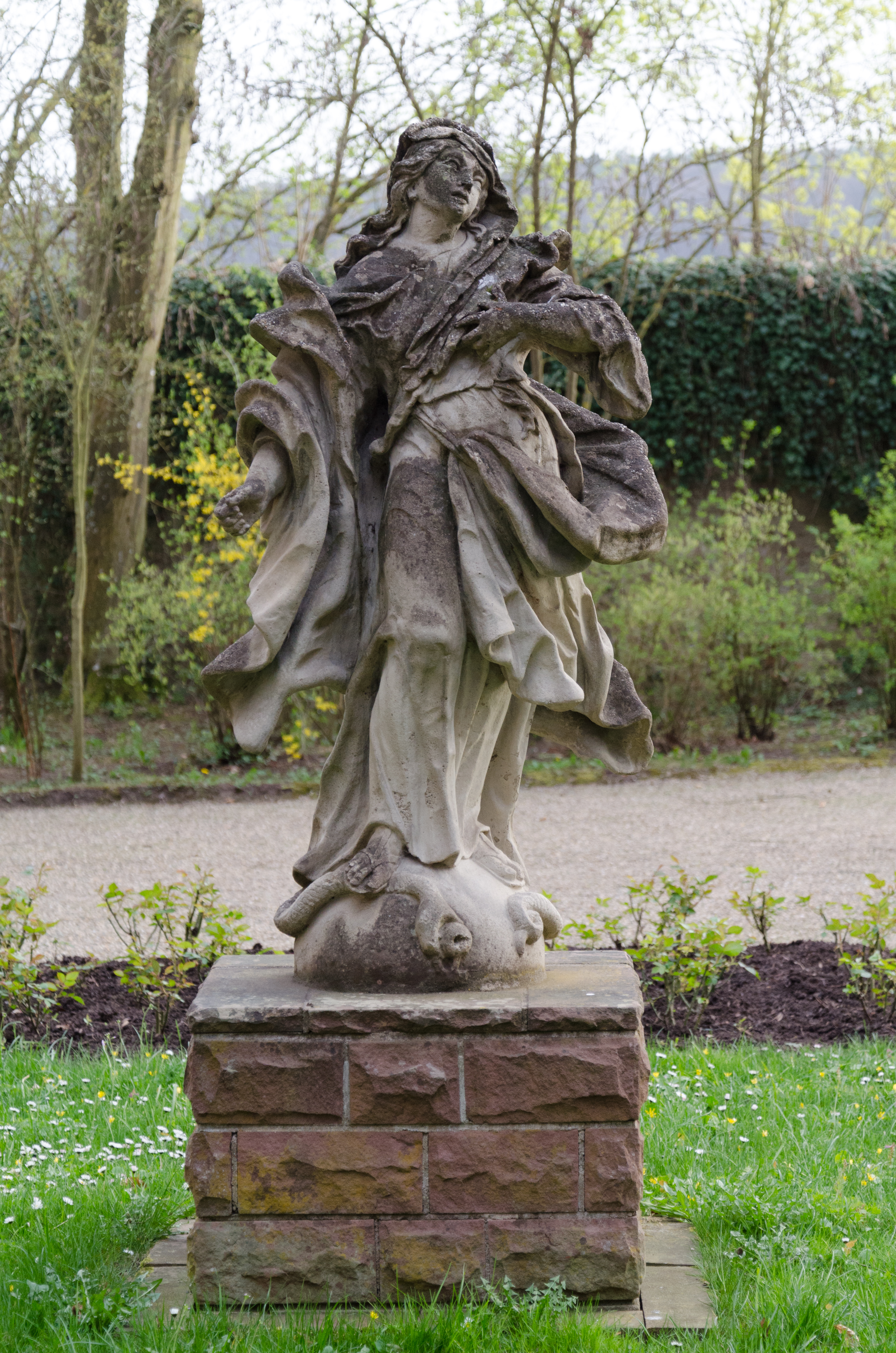
Skulptur Maria Immaculata weitere Bilder
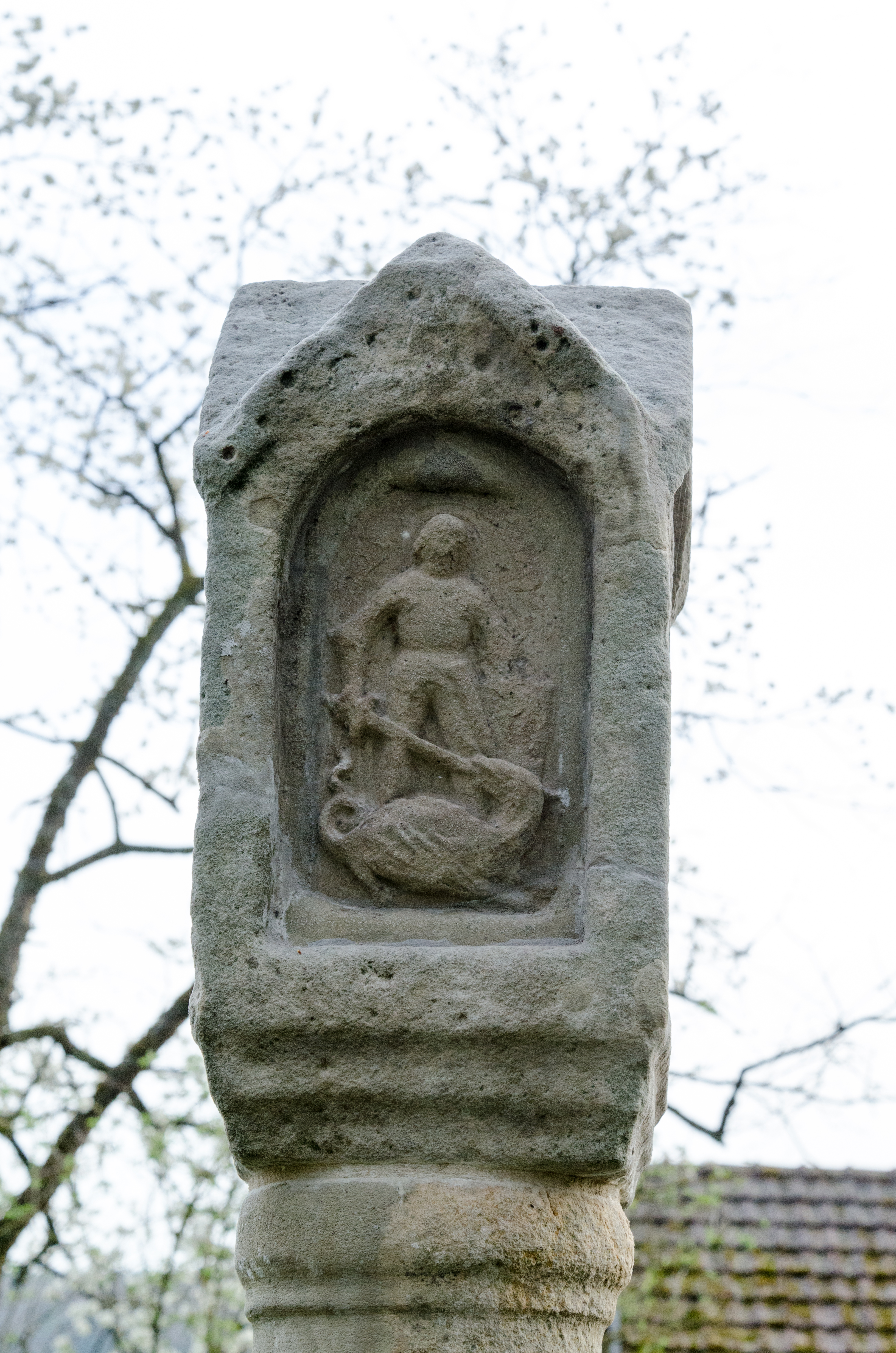
Bildstock im Park weitere Bilder
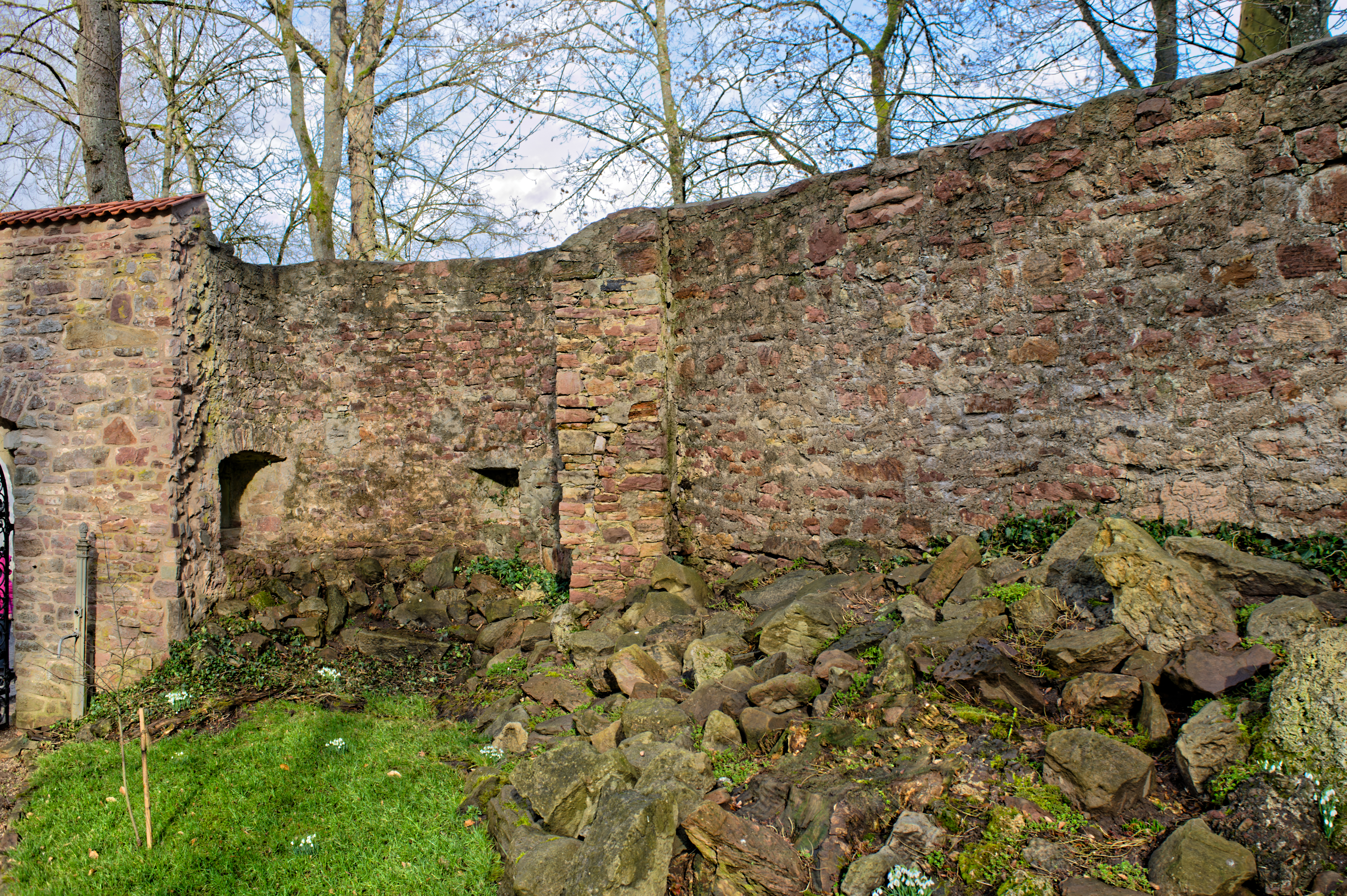
Ringmauer weitere Bilder

| Lage                                                  | Objekt                                                                                | Beschreibung | Akten-Nr.                        | Bild           |
| ----------------------------------------------------- | ------------------------------------------------------------------------------------- | --- | -------------------------------- | -------------- |
| Alte Leite; Hohrod (Standort)                         | Kreuzdachbildstock                                                                    | Dachhaus mit Madonnenbronzelief, Kreuz mit Arma Christi und Wappen, über Säule, Sandstein, bezeichnet „1660“ | D-6-72-112-49 Wikidata           | weitere Bilder |
| Am Altenberg 1 (Standort)                             | Heiligenhäuschen                                                                      | Stark modernisierter Bau, mit Inschrift, im Kern von 1699, bezeichnet „1699“ | D-6-72-112-47 Wikidata           | weitere Bilder |
| Badersgasse 3 (Standort)                              | Hausfigur                                                                             | Immaculata, Holz, 18. Jahrhundert | D-6-72-112-19 Wikidata           | BW             |
| Herrnfeld, ca. 200 m östlich der Ortschaft (Standort) | Friedhof                                                                              | Mit Grabmälern des späten 18. und frühen 19. Jahrhunderts, zumeist in Sandstein, in Formen des Klassizismus | D-6-72-112-43 Wikidata           | weitere Bilder |
| Herrnfeld (Standort)                                  | Friedhofskreuz                                                                        | Kruzifix auf Postament mit Inschrift, darauf Altaruntersatz, Sandstein, Postament und Altaruntersatz um 1750, Kruzifix wohl von 1866 | D-6-72-112-43 Wikidata           | weitere Bilder |
| Herrnfeld (Standort)                                  | Wegkreuz                                                                              | Kruzifix auf Postament mit Inschrift, Sandstein, Ende 19. Jahrhundert | D-6-72-112-48 Wikidata           | weitere Bilder |
| Höll (Standort)                                       | Wegkreuz                                                                              | Kruzifix auf Postament mit Inschrift, Sandstein, um 1890 | D-6-72-112-44 Wikidata           | BW             |
| Kirchplatz 1 (Standort)                               | Kriegerdenkmal für die Gefallenen des Krieges von 1914/18                             | Madonnenfigur auf Weltkugel die Schlange abwehrend, Säulenschaft mit Namen der Gefallenen, weißer Kalkstein, über postamentartigem Mauerzug, Sandstein, von Balthasar Schmitt, 1922 | D-6-72-112-89 Wikidata           | weitere Bilder |
| Kirchplatz 1, 3 (Standort)                            | Katholische Pfarrkirche Heilige Dreifaltigkeit                                        | Saalbau mit eingezogenem Chor und westlich vorgelagertem Turm, im Kern von 1447, Turmobergeschosse von 1608, Langhaus 1615/16 erhöht und gewölbt; mit Ausstattung | D-6-72-112-21 Wikidata           | weitere Bilder |
| Kirchplatz 1, 3 (Standort)                            | Kirchhofmauer                                                                         | Bruch- bzw. Haustein, wohl 17./18. Jahrhundert | D-6-72-112-21 zugehörig Wikidata | weitere Bilder |
| Kirchplatz 4 (Standort)                               | Kreuzdachbildstock                                                                    | Mit Frankenapostel und Kreuz als Relief, modernem Holzrelief mit Heiliger Maria von 1986, Sandstein, bezeichnet „1647“ | D-6-72-112-40 Wikidata           | weitere Bilder |
| Kirchplatz 5 (Standort)                               | Ehemaliges Wohnstallhaus                                                              | Zweigeschossiger, verputzter Fachwerkbau mit Satteldach, Ende 18. Jahrhundert | D-6-72-112-22 Wikidata           | weitere Bilder |
| Kirchplatz 5 (Standort)                               | Einfriedung                                                                           | Mit Pforte, Bruchsteinmauerwerk, Sandstein, wohl zeitgleich | D-6-72-112-22 Wikidata           | weitere Bilder |
| Neusetz 42 (Standort)                                 | Ehemaliges Wohnstallhaus                                                              | Eingeschossiger, giebelständiger Fachwerkbau mit Satteldach, im Süden mit hohem Hausteinsockel, 18./19. Jahrhundert | D-6-72-112-23                    | weitere Bilder |
| Neusetz 42 (Standort)                                 | Einfriedung                                                                           | Sandsteinpfeiler, wohl 19. Jahrhundert | D-6-72-112-23                    | weitere Bilder |
| Obere Gasse 3 (Standort)                              | Hausmadonna                                                                           | Holz, 18. Jahrhundert | D-6-72-112-24                    | BW             |
| Premicher Straße (Standort)                           | Wegkreuz                                                                              | Kruzifix auf Postament mit Inschrift, Sandstein, bezeichnet „1837“ | D-6-72-112-27 Wikidata           | weitere Bilder |
| Premicher Straße (Standort)                           | Kreuzdachbildstock                                                                    | Dachhaus mit Bildnische und modernem Herr-Jesu-Relief, Inschrift, Sandstein, bezeichnet „1648“ | D-6-72-112-25 Wikidata           | weitere Bilder |
| Ringstraße 1 (Standort)                               | Bildstock                                                                             | Geschweifter Reliefblock mit Darstellung der Kreuzabnahme, auf ionischer Säule über Mühlradsockel, Sandstein, bezeichnet „1713“ | D-6-72-112-29 Wikidata           | weitere Bilder |
| Schloßstraße (Standort)                               | Dreiseitbildstock                                                                     | Reliefs mit Passionsdarstellungen in Rollwerkrahmen, auf gewundenem, weinrankenverziertem Säulenschaft, mit bekrönender Marienfigur, auf Mühlrandsockel, Sandstein, bezeichnet „1674“ | D-6-72-112-20 Wikidata           | BW             |
| Schloßstraße ()                                       | Bierkeller und Eishaus                                                                | mehrteilige tonnengewölbte Kelleranlage aus rotem Handquadermauerwerk, teilweise verputzt, mit zwei in Südost-Nordwest-Richtung verlaufenden Hauptkellern, abzweigenden Nebenkellern und zwei Zugängen bei Schloßstraße 16 und Schloßstraße 12, im Kern spätes 17. Jahrhundert, zum Bierkeller ausgebaut um 1860, der rundbogige Zugang bei Schloßstraße 16 bezeichnet mit "1597" | D-6-72-112-111                   |                |
| Schloßstraße 5 (Standort)                             | Bildstock                                                                             | Nachbildung, originale Reliefbildtafel in der Pfarrkirche, Reliefbildtafel mit Heiliger Dreifaltigkeit auf originalem, geschweiftem Vierkantpfeiler mit Rocaillen, Sandstein, um 1750 | D-6-72-112-31 Wikidata           | weitere Bilder |
| Schloßstraße 6 (Standort)                             | Ehemaliges Wohnstallhaus                                                              | Eingeschossiger, verputzter Fachwerkbau mit Satteldach und hohem Sockelgeschoss, bezeichnet „1786“ | D-6-72-112-32 Wikidata           | weitere Bilder |
| Schloßstraße 16 (Standort)                            | Bauernhof: Wohnhaus                                                                   | zweigeschossiger, giebelständiger Fachwerkbau mit massivem Erdgeschoss und Satteldach, am Portal bezeichnet „1594“ | D-6-72-112-33 Wikidata           | weitere Bilder |
| Schloßstraße 16 (Standort)                            | Bauernhof: Scheune                                                                    | eingeschossiger, verputzter Sandsteinquaderbau, mit Satteldach, wohl 17./18. Jahrhundert | D-6-72-112-33 Wikidata           | weitere Bilder |
| Schloßstraße 16 (Standort)                            | Bauernhof: Kleinviehstall                                                             | eingeschossiger Fachwerkbau mit Satteldach, wohl 17./18. Jahrhundert | D-6-72-112-33 Wikidata           | weitere Bilder |
| Schloßstraße 16 (Standort)                            | Bauernhof                                                                             | Einfriedung mit Pforte, Bruchsteinmauerwerk, wohl 17./18. Jahrhundert | D-6-72-112-33 Wikidata           | weitere Bilder |
| Schloßstraße 26 (Standort)                            | Ehemalige Schlossmühle, ab 1874 Kunstmühle, jetzt Museumsdepot                        | Langgestreckter Gebäudekomplex von zweigeschossigen Sandsteinquaderbauten mit Satteldach bzw. Walmdach und fünfgeschossigem, massivem Mühlenturm mit Satteldach, zweite Hälfte 19. Jahrhundert | D-6-72-112-90 Wikidata           | weitere Bilder |
| Schloßstraße 26 (Standort)                            | Ehemalige Schlossmühle                                                                | Südlich anschließender Satteldachbau im Kern 17. /18. Jahrhundert | D-6-72-112-90 Wikidata           | weitere Bilder |
| Schloßstraße 26 (Standort)                            | Wehranlagen                                                                           | zugehörig | D-6-72-112-90 Wikidata           | weitere Bilder |
| Staatsstraße 2430, Staatsstraße 2290 (Standort)       | St.-Nepomuk-Statue                                                                    | Figur des Heiligen Nepomuk auf Postament, Sandstein, bezeichnet „1744“ | D-6-72-112-46 Wikidata           | weitere Bilder |
| Stutz (Standort)                                      | Wegkreuz                                                                              | Kruzifix auf profiliertem Sockel und Inschrift, Sandstein, bezeichnet „1899“ | D-6-72-112-45 Wikidata           | weitere Bilder |
| Von-Henneberg-Straße (Standort)                       | Kriegerdenkmal, für die Gefallenen des Krieges von 1870/71, sogenannte Siegfriedsäule | Sitzbank um die Dorflinde mit Inschrift in Sitzbanklehne, am Aufgang mit Schmucksäule, Bronzefigur Siegfried im Kampf mit dem Drachen auf Säulensockel mit Löwenmaske und den Namen der Gefallenen, Kunststein, von Balthasar Schmitt, 1911 | D-6-72-112-42 Wikidata           | weitere Bilder |
| Von-Henneberg-Straße (Standort)                       | Wegkreuz                                                                              | Kruzifix auf Postament mit Inschrift, Sandstein, bezeichnet „1843“ | D-6-72-112-41 Wikidata           | weitere Bilder |
| Von-Henneberg-Straße 3 (Standort)                     | Bauernhaus                                                                            | Zweigeschossiger, giebelständiger Satteldachbau mit massivem Erdgeschoss, Obergeschoss und Giebel mit Zierfachwerk, bezeichnet „1623“ | D-6-72-112-35 Wikidata           | weitere Bilder |
| Von-Henneberg-Straße 9 (Standort)                     | Ehemaliges Künstlerwohnhaus                                                           | Erbaut für den Aschacher Bildhauer Balthasar Schmitt, zweigeschossiger, giebelständiger Krüppelwalmdachbau mit massivem Erdgeschoss und Fachwerkobergeschoss, in historistischen Formen, von Jacob Angermair, 1899/1900 | D-6-72-112-36 Wikidata           | weitere Bilder |
| Von-Henneberg-Straße 10, 12, 14 (Standort)            | Ehemaliger Gutshof, Wohnhaus                                                          | Eingeschossiger, verputzter Fachwerkbau mit hohem Sockelgeschoss und Krüppelwalmdach, an der Nordseite mit Freitreppe, im Keller mit spätgotischer Spindeltreppe, um 1700, mit späteren Umbauten | D-6-72-112-91 Wikidata           | weitere Bilder |
| Von-Henneberg-Straße 10, 12, 14 (Standort)            | Ehemaliger Gutshof, Wirtschaftsgebäude                                                | Zweigeschossiger Fachwerkbau mit Satteldach, Nordseite Quadermauerwerk, am Keller bezeichnet „1737“, Neubau nach 1847 | D-6-72-112-91 Wikidata           | weitere Bilder |
| Von-Henneberg-Straße 10, 12, 14 (Standort)            | Ehemaliger Gutshof, Einfriedung                                                       | Sandsteinquadermauer, wohl frühes 18. Jahrhundert | D-6-72-112-91 Wikidata           | weitere Bilder |
| Von-Henneberg-Straße 23 (Standort)                    | Ehemaliger Wohnteil eines Wohnstallhauses                                             | Zweigeschossiger, teilweise verputzter Fachwerkbau mit hohem, massivem Sockelgeschoss, mit Hausmadonna des 19. Jahrhunderts, spätes 18. Jahrhundert | D-6-72-112-38 Wikidata           | BW             |
| Von-Henneberg-Straße 19 (Standort)                    | Kreuzdachbildstock                                                                    | Kreuzdachhaus mit Madonnenbildnische, Relief mit Arma Christi, Palmette und Wappen mit Kreuz, über Säulenschaft mit Weinranken, Sandstein, bezeichnet „1690“ | D-6-72-112-39 Wikidata           | weitere Bilder |

### Großenbrach
| Lage                            | Objekt             | Beschreibung | Akten-Nr.              | Bild           |
| ------------------------------- | ------------------ | --- | ---------------------- | -------------- |
| Nähe Altenbergstraße (Standort) | Kreuzdachbildstock | Gehäuseblock mit Bildnische mit modernem Relief der Kreuzabnahme aus Kunstsandstein, und Inschrift, auf Säule und Vierkantsockel, Sandstein, letztes Viertel 17. Jahrhundert | D-6-72-112-51 Wikidata | weitere Bilder |
| Nähe Altenbergstraße (Standort) | Kreuzweg           | 13 Relieftafeln auf rechteckigem Postament, mit stilisiertem Dach und Kreuzabschluss, 14. Station große Sandsteinplatte in Bruchsteingrotte, Sandstein, 1910                 | D-6-72-112-58 Wikidata | weitere Bilder |

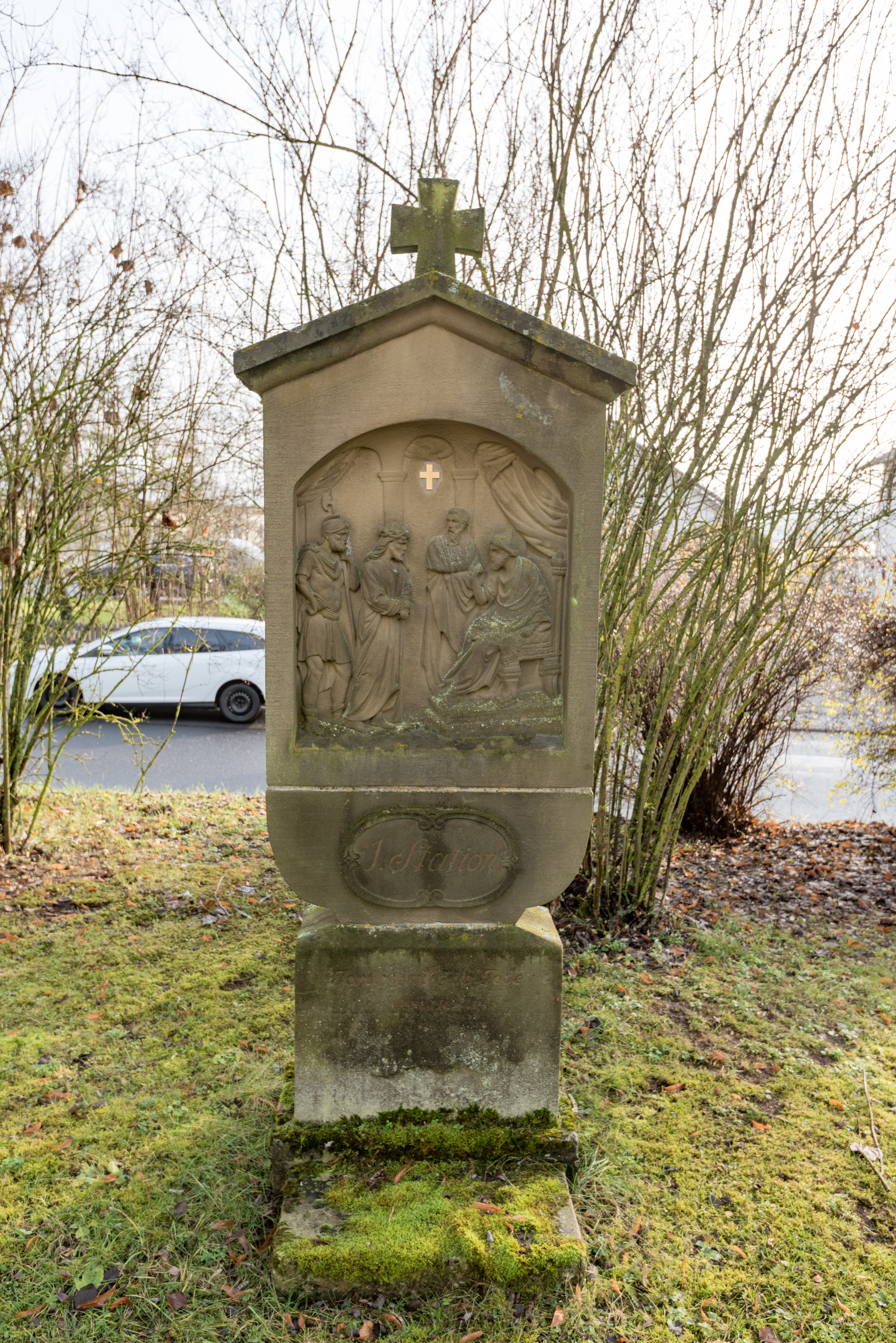
1. Station
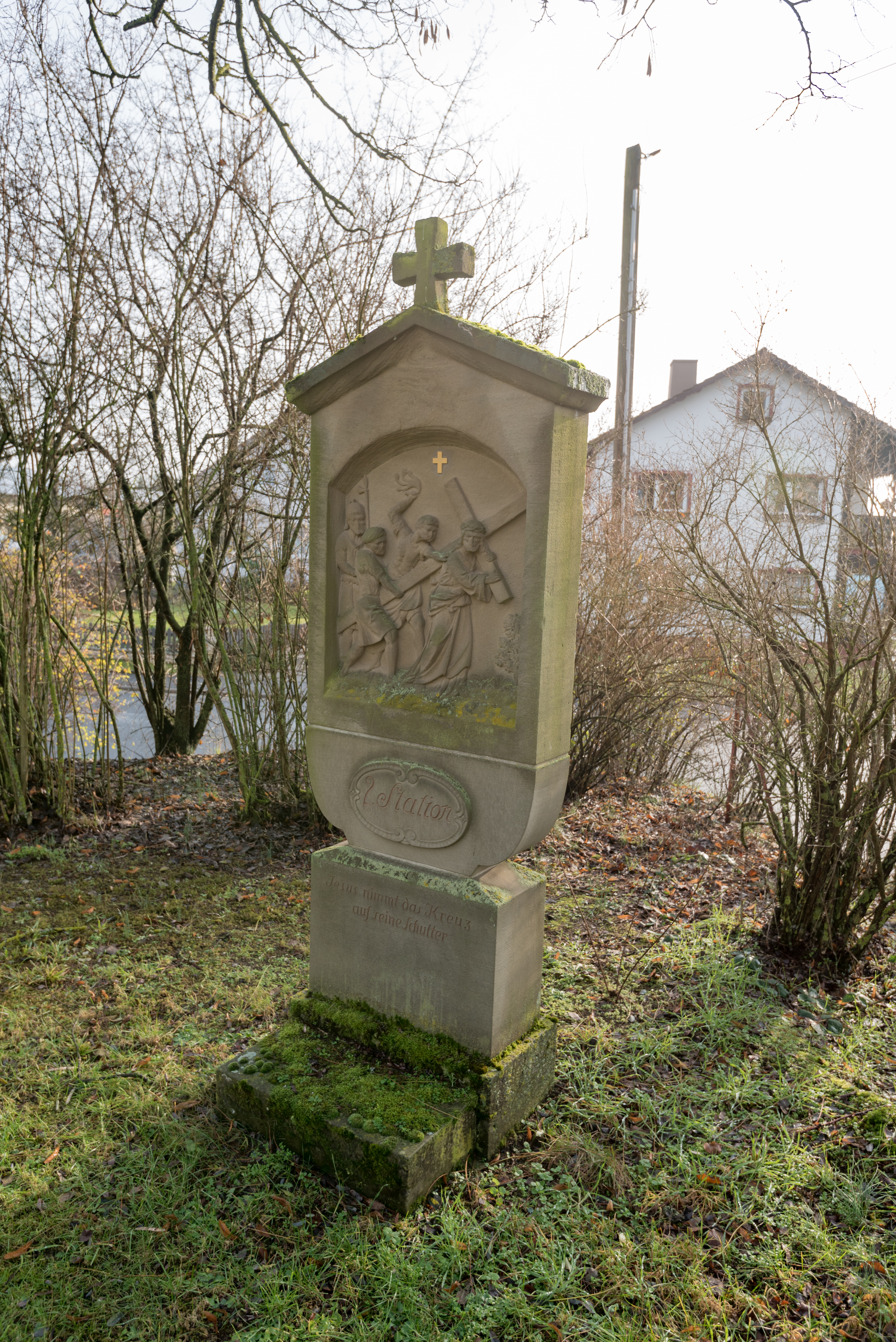
2. Station
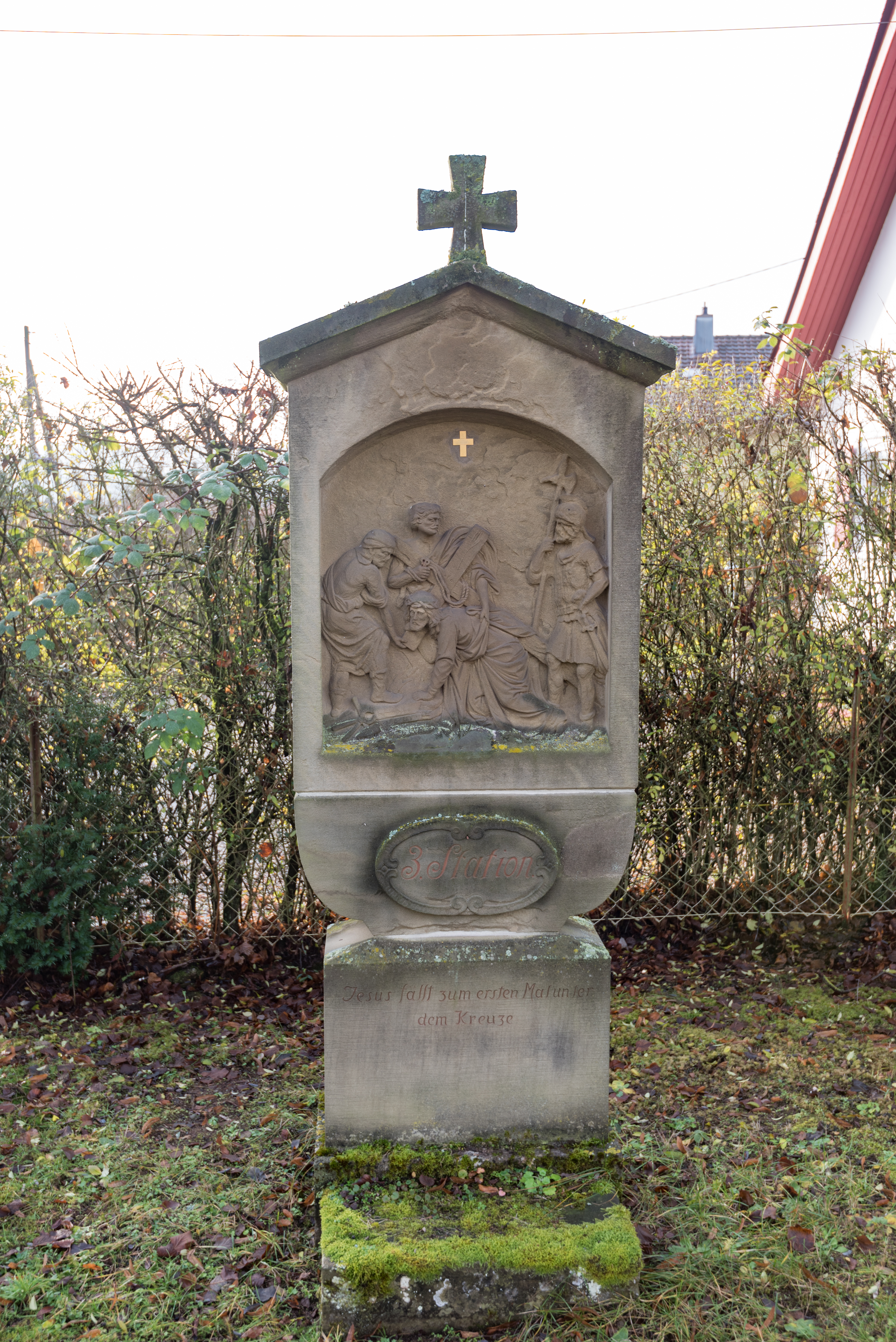
3. Station
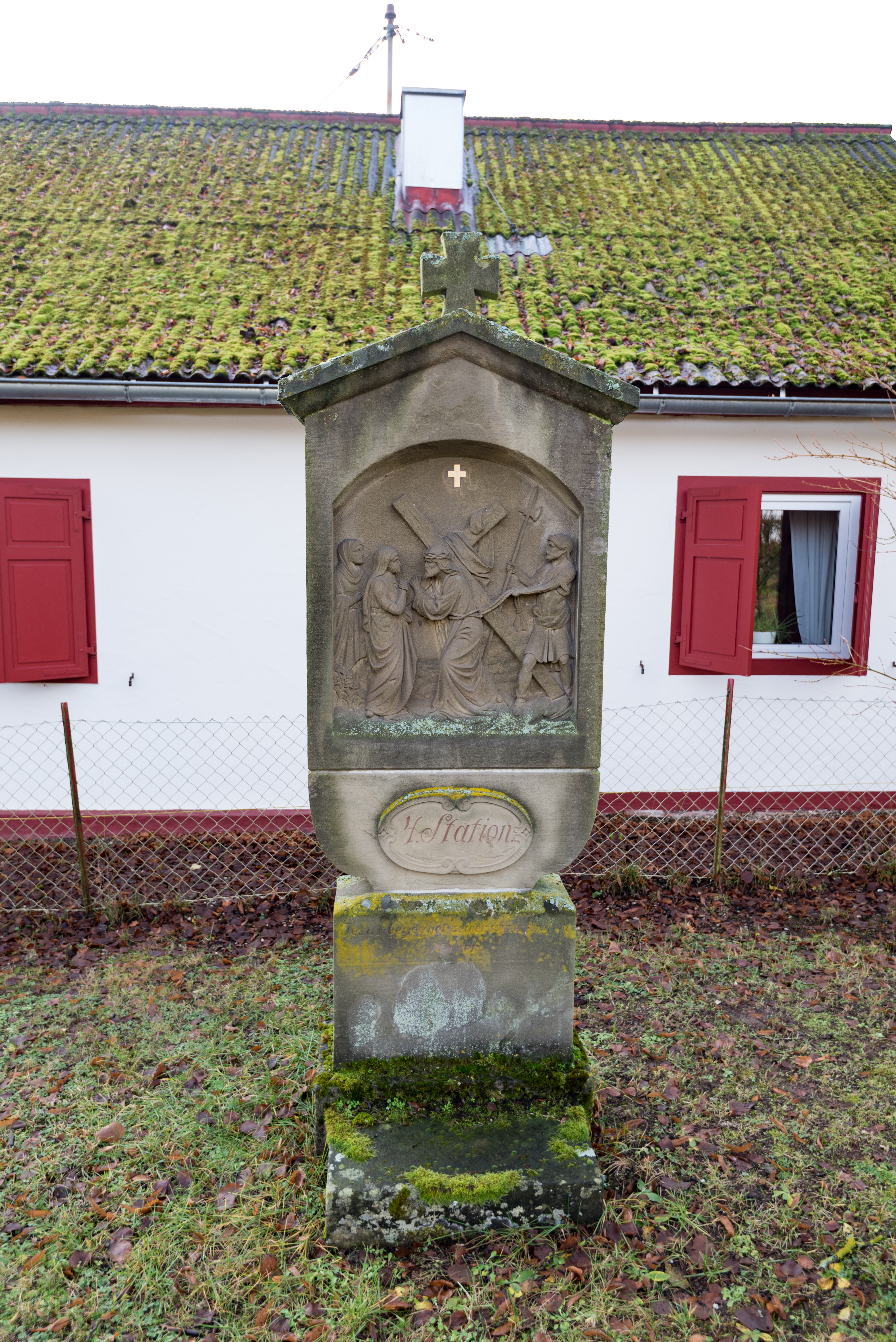
4. Station
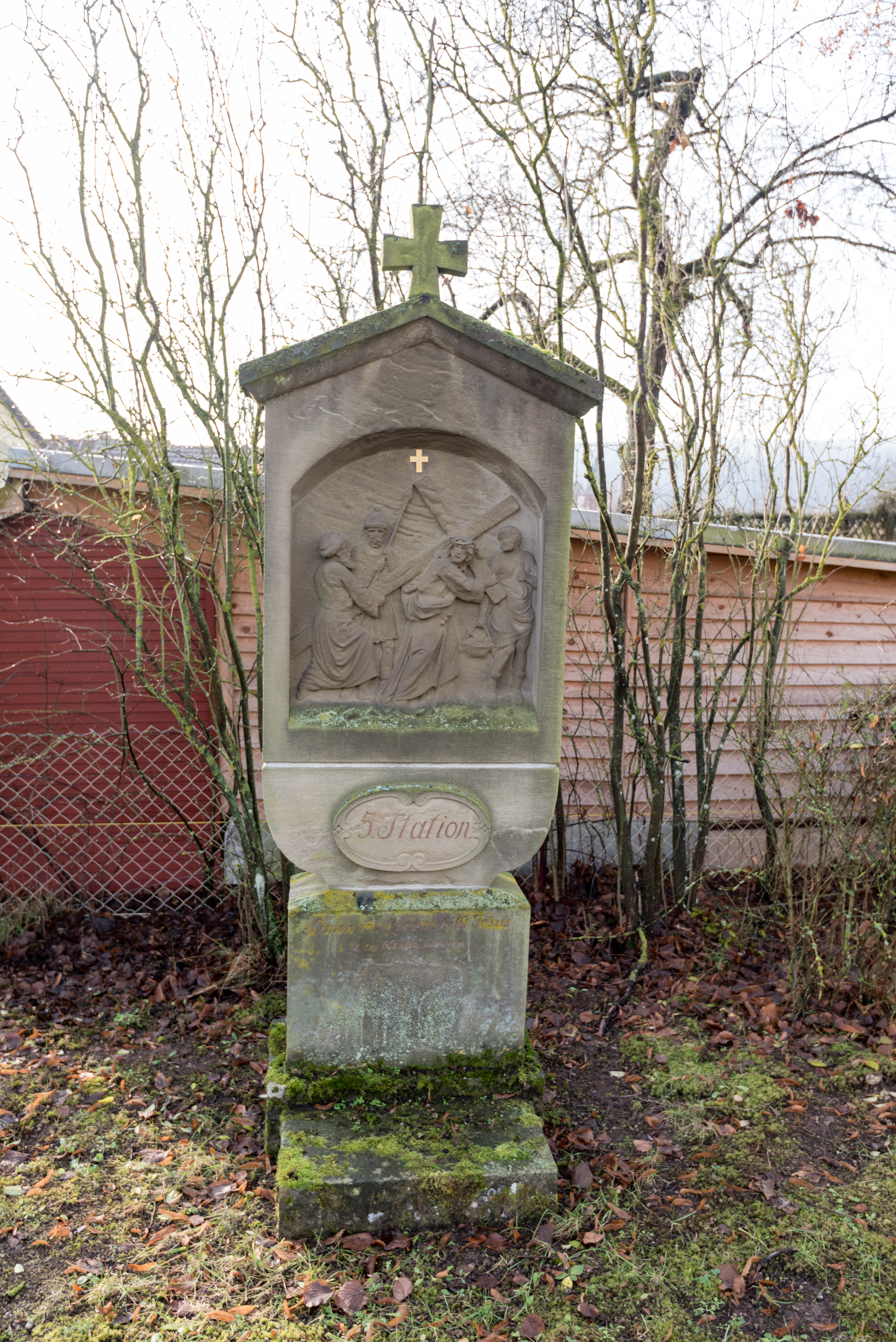
5. Station
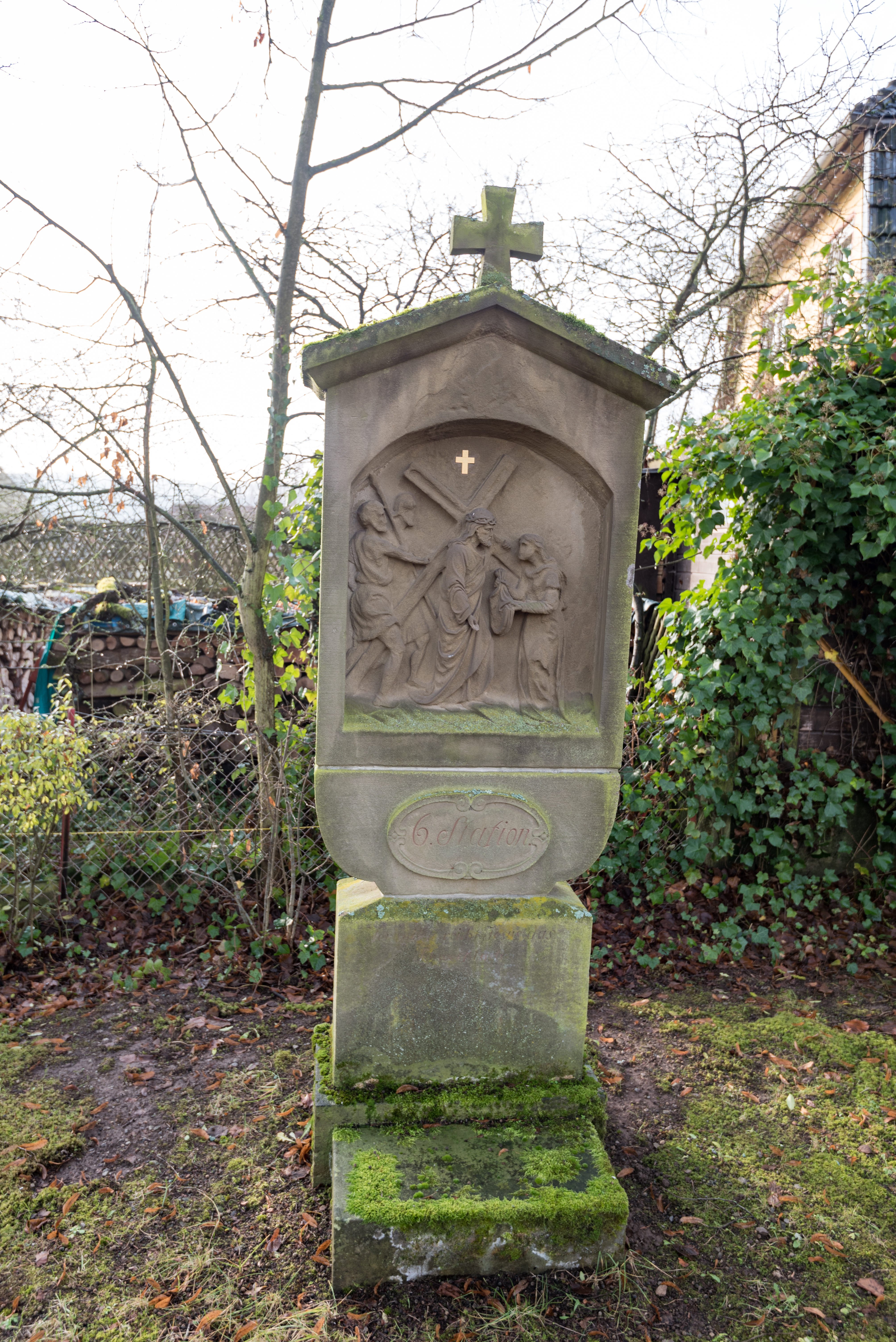
6. Station
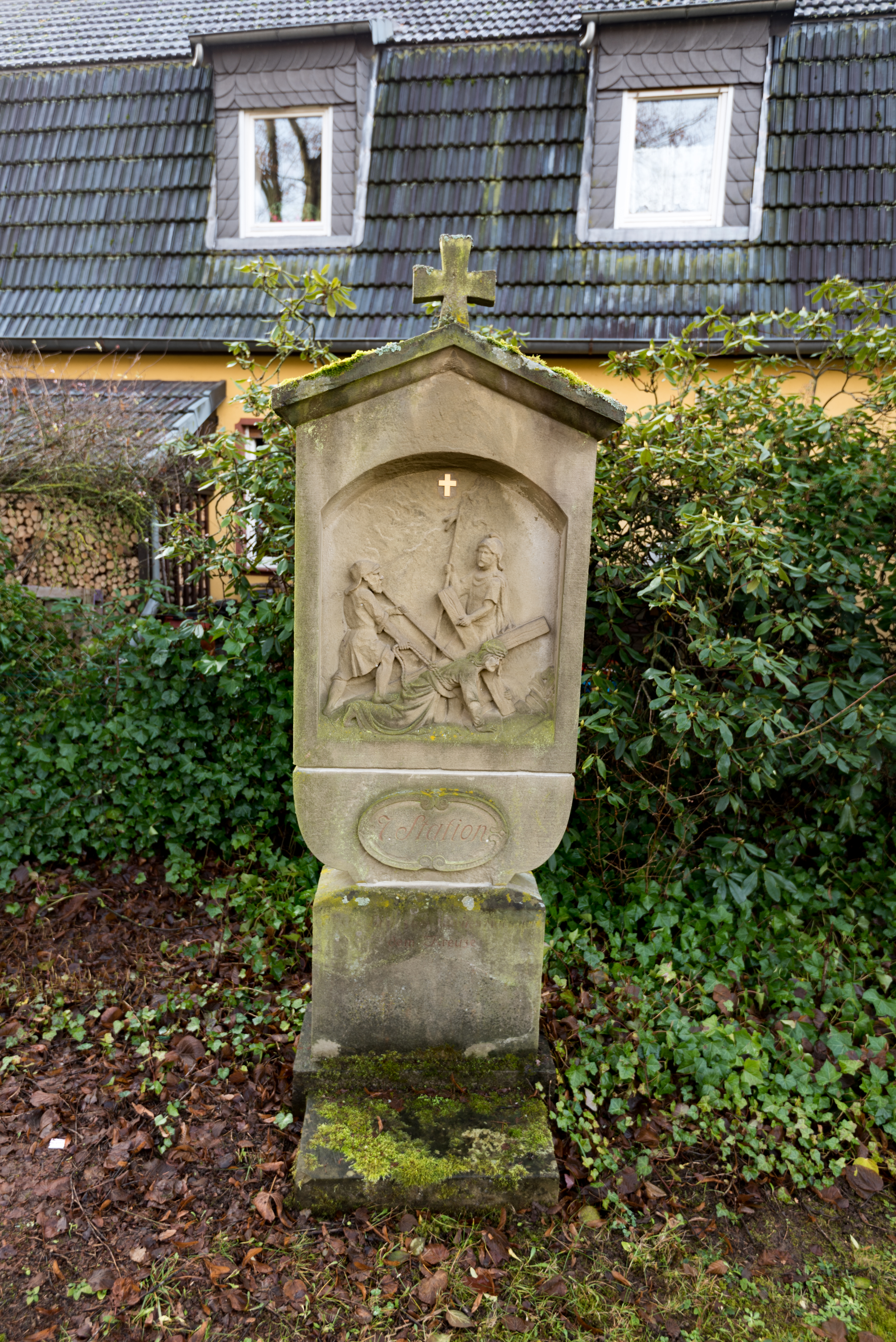
7. Station
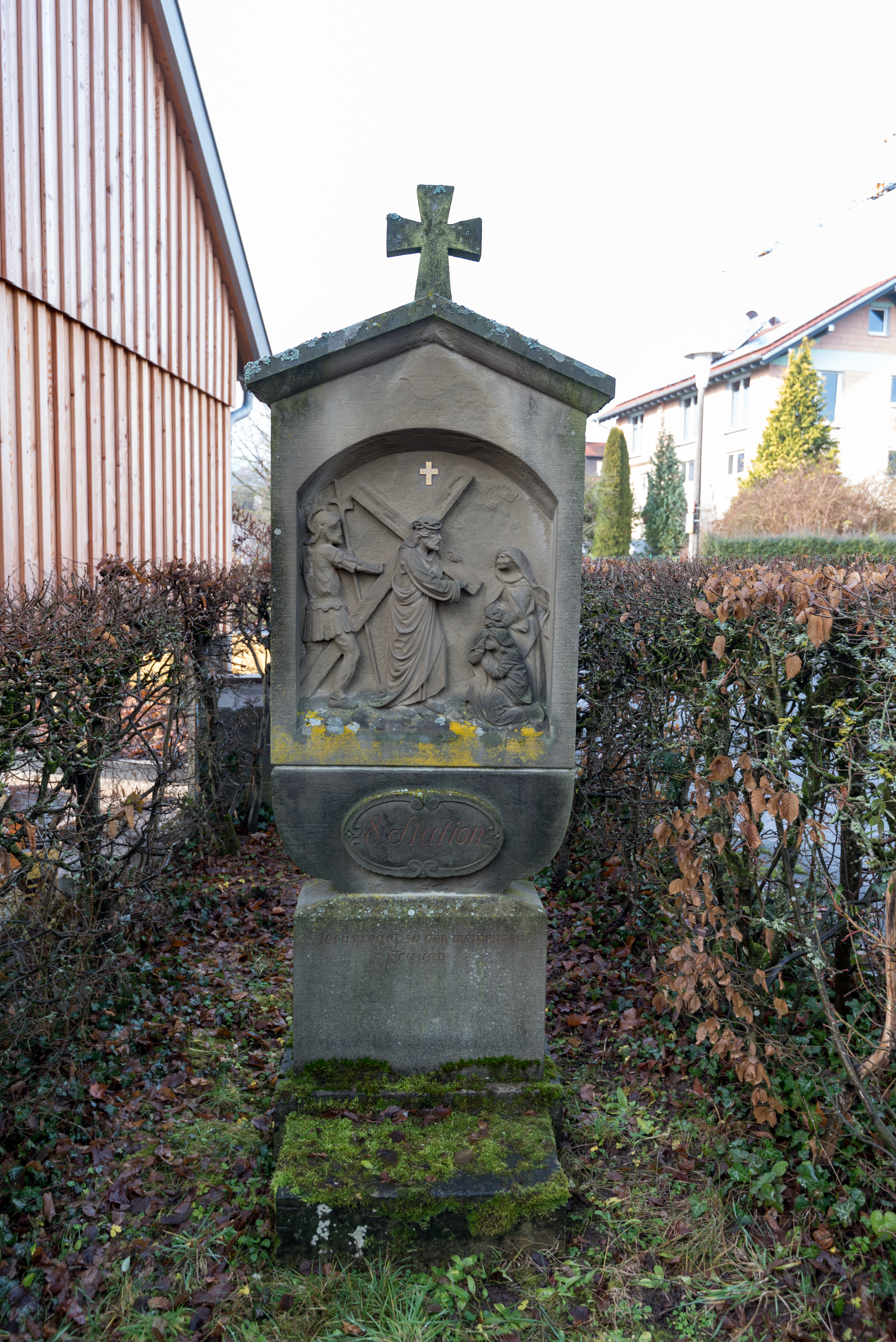
8. Station
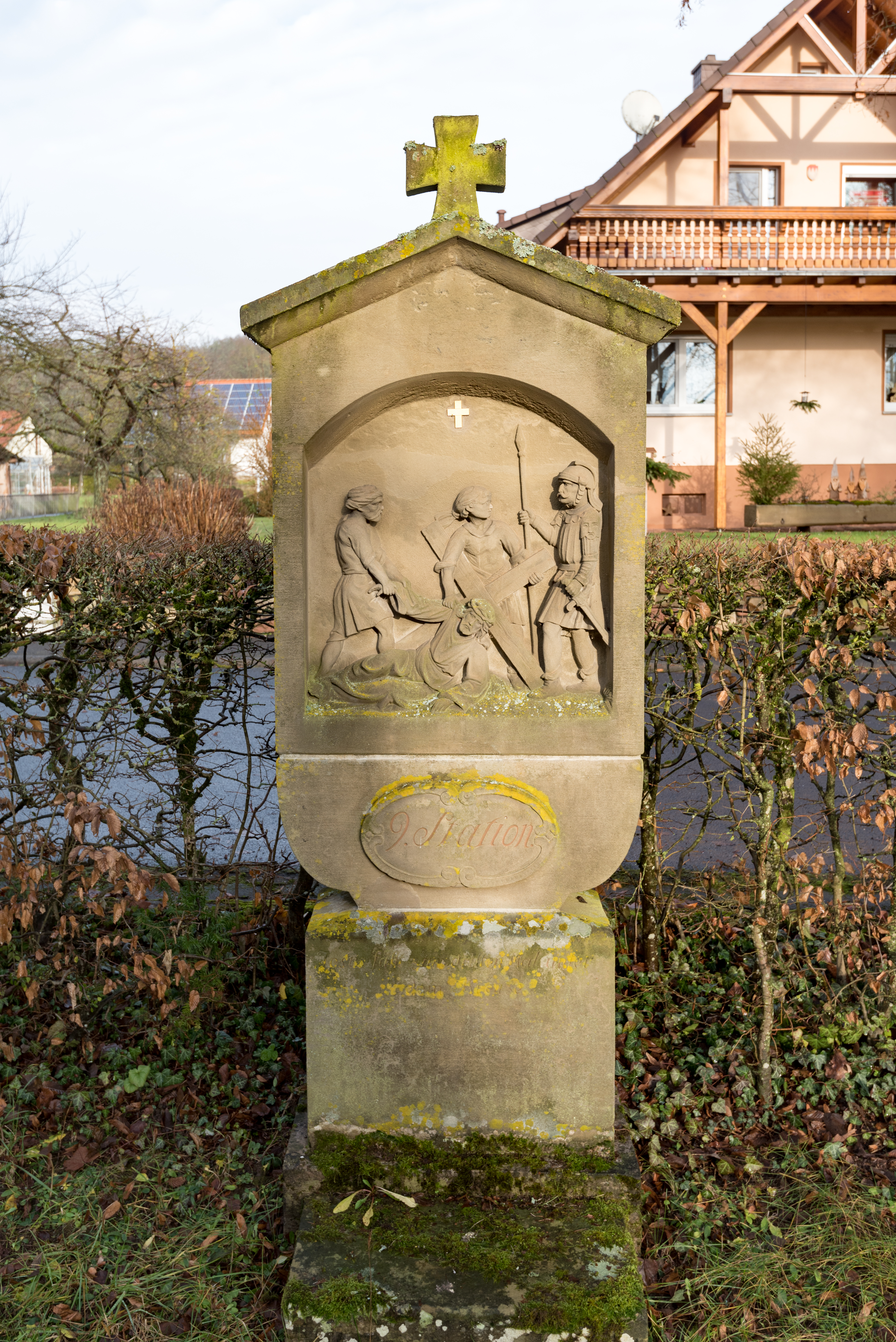
9. Station
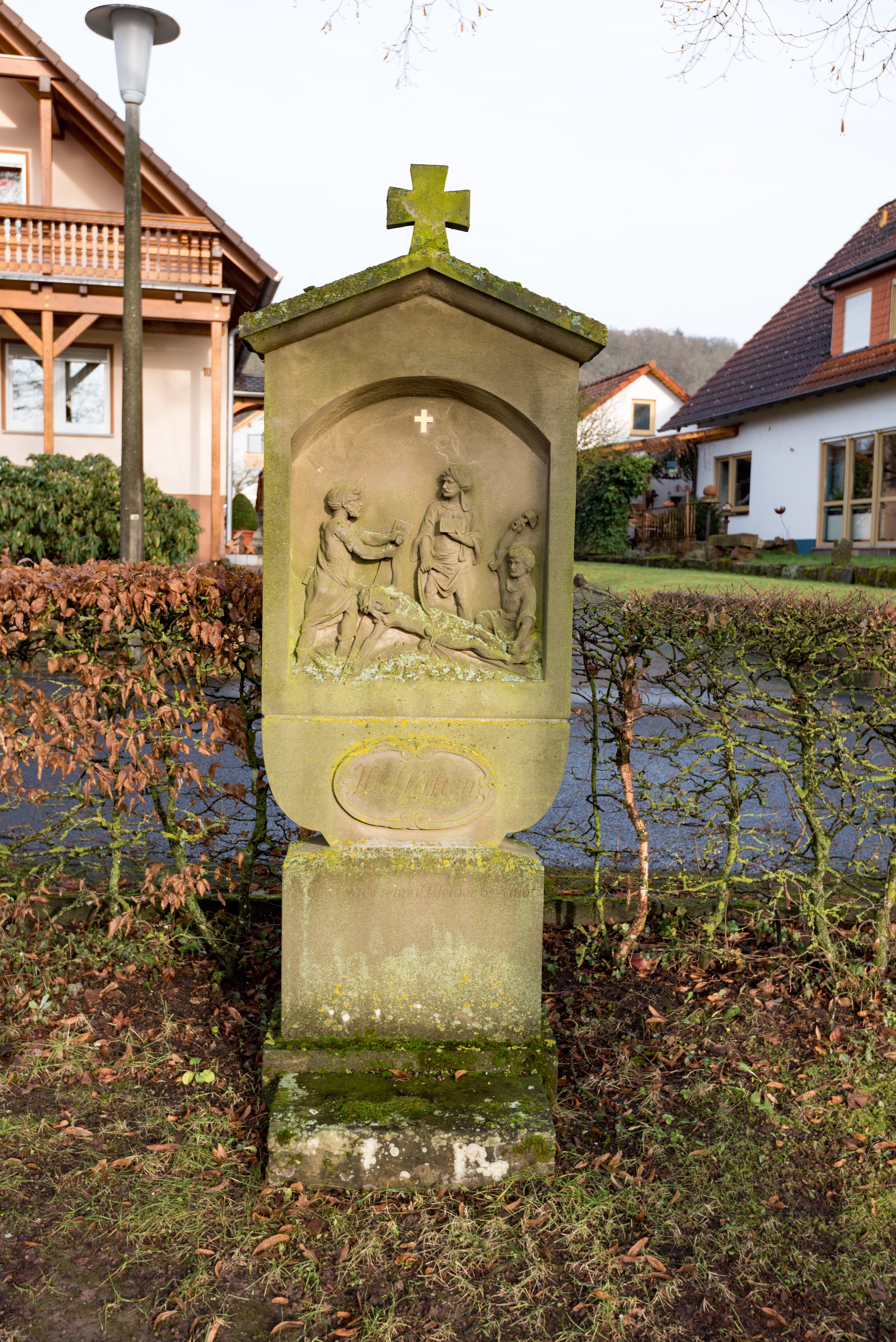
10. Station
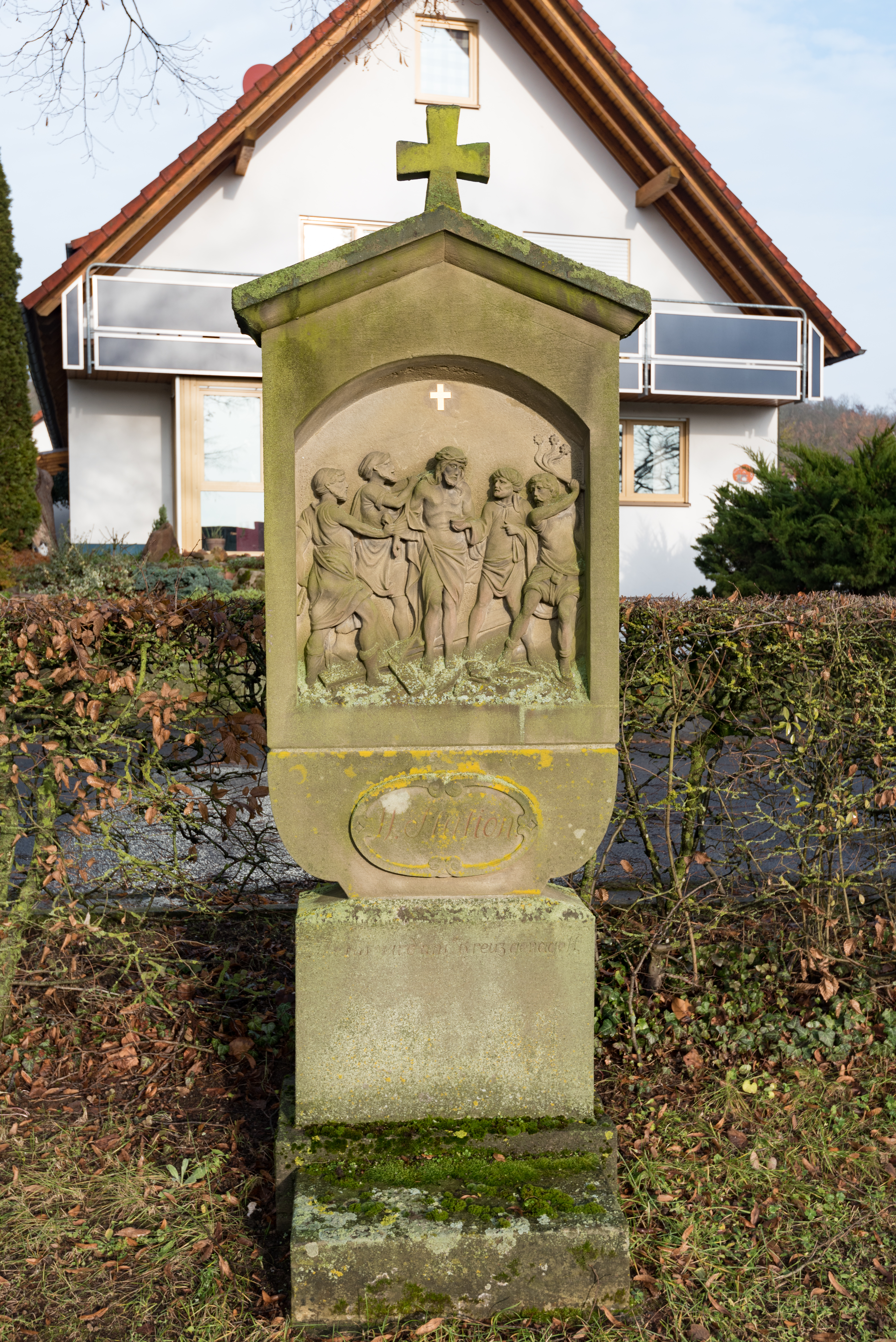
11. Station
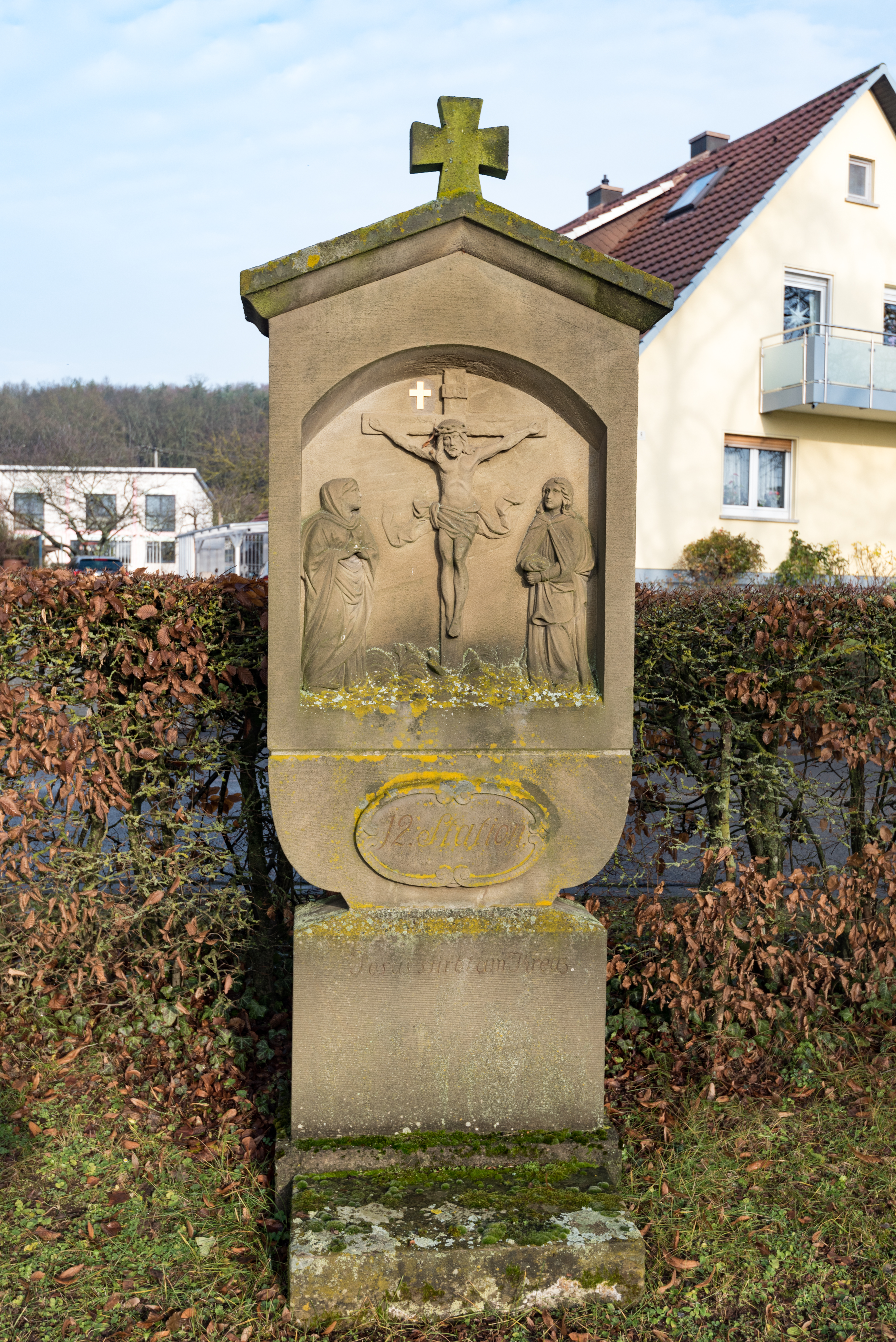
12. Station
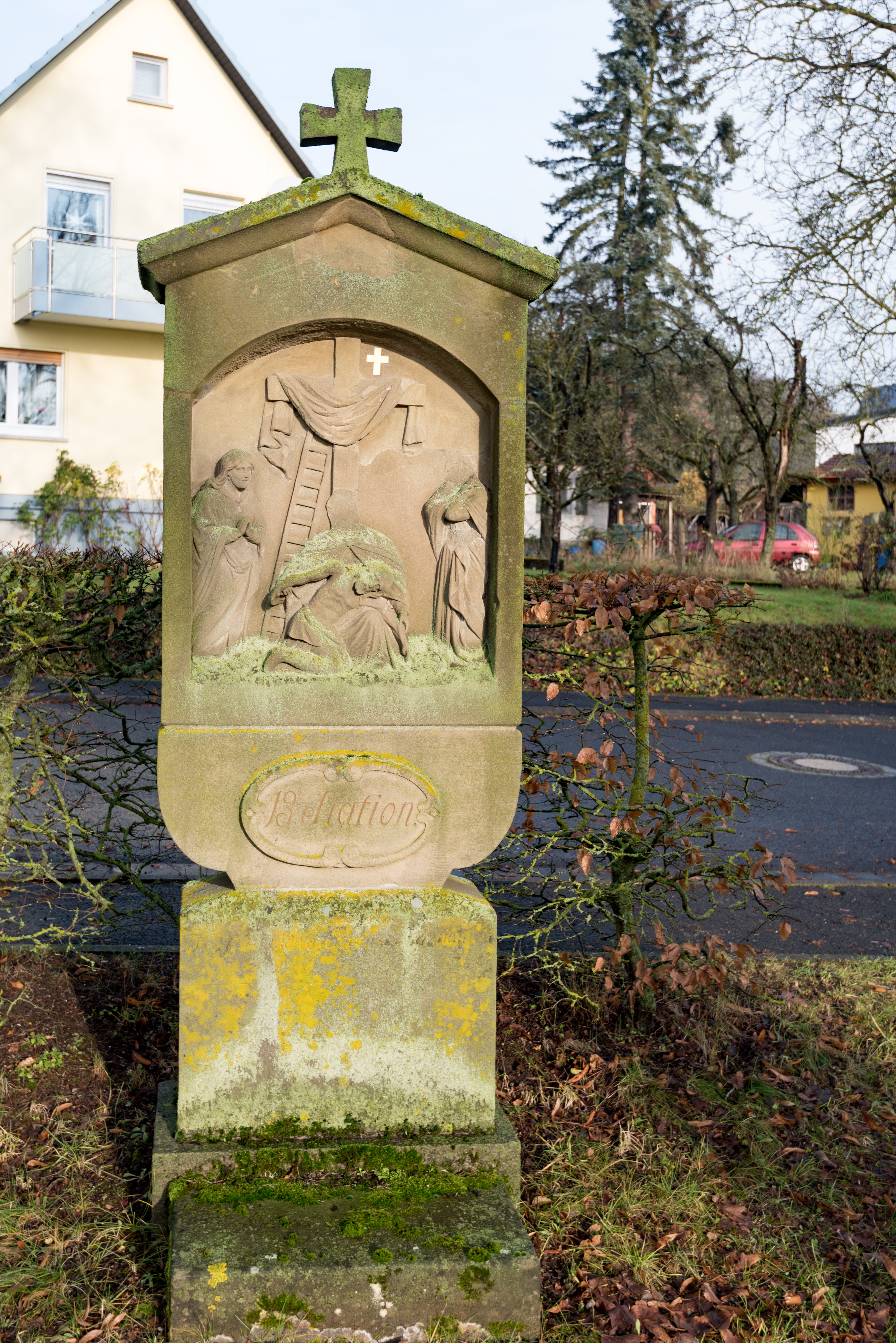
13. Station
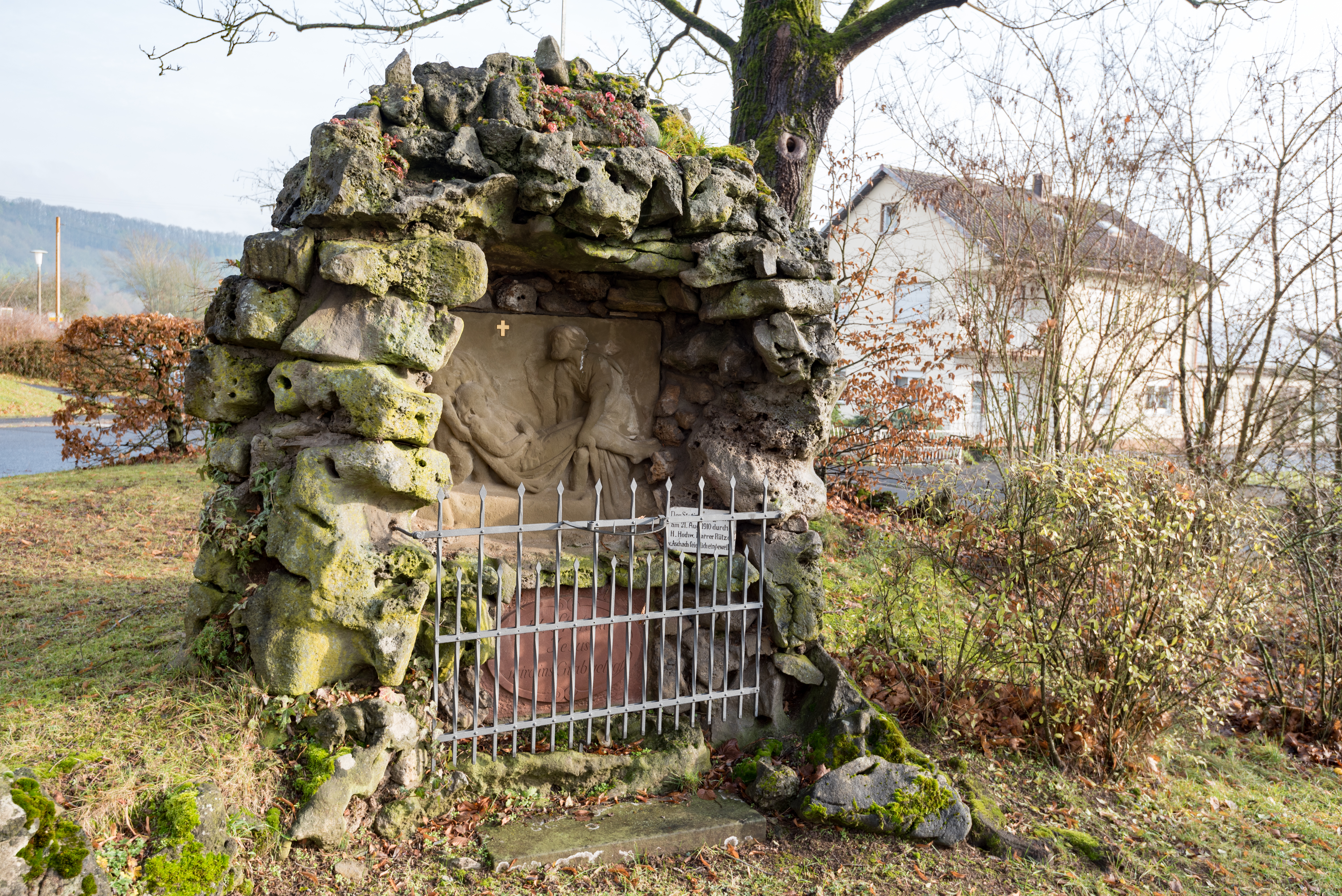
14. Station

| Lage                            | Objekt                        | Beschreibung | Akten-Nr.              | Bild           |
| ------------------------------- | ----------------------------- | --- | ---------------------- | -------------- |
| Hauptstraße 2 (Standort)        | Madonnenfigur                 | 18. Jahrhundert; nicht mehr am Gebäude auffindbar (Stand: 16.12.2019) | D-6-72-112-54          | BW             |
| Mühlberg (Standort)             | Kreuzdachbildstock            | Kreuzdachhaus mit ornamentalen Verzierungen, Inschrift, Wappenkartusche und Bildnische mit modernem Relief, auf weinrankenverzierter Säule und Vierkantsockel, Sandstein, bezeichnet „1682“                  | D-6-72-112-59 Wikidata | BW             |
| Nähe Hauptstraße (Standort)     | Kreuzdachbildstock            | Kreuzdachgehäuse mit Inschrift und drei Bildnischen mit bemalten Blechtafeln mit Heiligendarstellungen, auf weinrankenverzierter Säule mit Vierkantsockel, Sandstein, bezeichnet „1746“                      | D-6-72-112-55 Wikidata | weitere Bilder |
| Nähe Hauptstraße (Standort)     | Bildstock                     | Relieftafel mit Muschelwerkrahmen und moderner, bemalter Blechtafel mit Madonna, ehem.Bekrönung abgebrochen, auf Säule, Sandstein, 2. Hälfte 18. Jh.                                                         | D-6-72-112-95          | weitere Bilder |
| Nähe Hauptstraße (Standort)     | Wegkreuz                      | Kruzifix auf rechteckigem Postament mit Inschrift, Sandstein, bezeichnet „1861“ | D-6-72-112-94          | BW             |
| St.-Andreas-Straße (Standort)   | Kreuzdachbildstock            | Kreuzdachgehäuse mit Kruzifix und Arma Christi, Inschrift und Figurennische mit modernem Relief des Heiligen Georg, auf rankenverzierter Säule und reliefiertem Vierkantsockel, Sandstein, bezeichnet „1613“ | D-6-72-112-50 Wikidata | weitere Bilder |
| St.-Andreas-Straße 3 (Standort) | Friedhofskreuz                | Kruzifix auf Postament mit Inschrift, Tafel mit Christusmonogramm als Altaraufsatz, Sandstein, erste Hälfte 19. Jahrhundert                                                                                  | D-6-72-112-57 Wikidata | weitere Bilder |
| Steinig (Standort)              | Kreuzdachbildstock            | Kreuzdachhaus mit Kruzifixrelief, Kleeblattkreuzen und Bildnische mit modernem Pietàrelief, Sandstein, bezeichnet „1612“                                                                                     | D-6-72-112-52 Wikidata | weitere Bilder |
| Steinig (Standort)              | Bildstock                     | Geschwungene Relieftafel mit dem Schweißtuch der Heiligen Veronika und den stilisierten Wunden Christi, auf Vierkantsockel, Sandstein, 1854                                                                  | D-6-72-112-53 Wikidata | weitere Bilder |
| Untere Aue (Standort)           | Bohrturm des Luitpoldsprudels | Eingeschossiger, verbretterter Satteldachbau mit hölzernem Bohrturmaufbau, zur Heilwasserförderung für den Kurbetrieb, 1906–12; mit technischen Anlagen                                                      | D-6-72-112-1 Wikidata  | weitere Bilder |
| Wendelinusstraße 2 (Standort)   | Bildstock                     | Relieftafel mit der Darstellung der 14 Nothelfer und einer Maria Immaculata, auf Achtkantsäule, in neugotischen Formen, Sandstein, Mitte 19. Jahrhundert                                                     | D-6-72-112-56 Wikidata | weitere Bilder |
| Wendelinusstraße 2 (Standort)   | Wegkreuz                      | Kruzifix auf Postament mit Inschrift und geschwungenem, retabelähnlichen Aufbau mit bekrönter Marienfigur und flankierenden Engeln, Sandstein, bezeichnet 1792                                               | D-6-72-112-96          | weitere Bilder |

### Hohn
| Lage                           | Objekt                   | Beschreibung | Akten-Nr.               | Bild           |
| ------------------------------ | ------------------------ | --- | ----------------------- | -------------- |
| Badäcker (Standort)            | Bildstock                | Tafelhaus mit Relief der 14 Nothelfer und Kreuzbekrönung, über Vierkantschaft mit abgeschrägten Kanten, Schaft und Sockel erneuert, Sandstein, bezeichnet „1887“                                                        | D-6-72-112-63 Wikidata  | weitere Bilder |
| Berg (Standort)                | Feldkapelle              | Massivbau aus Muschelkalkbruchstein mit Satteldach, Rückseite mit Spolie in Form einer Inschriftentafel eines abgegangenen Bildstockes von 1745 an gleicher Stelle, Kapelle mit hölzerner Pietàfigur, bezeichnet „1949“ | D-6-72-112-66 Wikidata  | weitere Bilder |
| Lange Äcker (Standort)         | Kreuzdachbildstock       | Kreuzdachhaus mit Bildnische darin Pietàrelief, Bischofswappen, Kreuz und Inschrift, auf Säule über Sockel, Sandstein, bezeichnet „1655“                                                                                | D-6-72-112-64 Wikidata  | weitere Bilder |
| Lange Äcker (Standort)         | Bildstock                | Vierkantpfeiler auf blockartigem Sockel, Aufsatz mit eingezogener Rundverdachung mit Relief des hl. Josef mit dem Jesuskind, mit Kreuz bekrönt, 1957                                                                    | D-6-72-112-108 Wikidata | weitere Bilder |
| Nähe Weinbergstraße (Standort) | Wegkreuz                 | Kruzifix auf Postament mit Inschrift, darüber Altarhäuschen mit Relief einer Monstranz, Sandstein, bezeichnet „1867“ | D-6-72-112-65 Wikidata  | weitere Bilder |
| Weinbergstraße 13 (Standort)   | Zweiseithof              | Wohnstallhaus, zweigeschossiger, giebelständiger Satteldachbau, mit verputztem Erdgeschoss und Fachwerkobergeschoss und -giebel, 17. Jahrhundert                                                                        | D-6-72-112-60 Wikidata  | weitere Bilder |
| Weinbergstraße 13 (Standort)   | Zweiseithof              | Scheune, eingeschossiger Fachwerkbau mit Satteldach, wohl zeitgleich | D-6-72-112-60 Wikidata  | weitere Bilder |
| Weinbergstraße 15 (Standort)   | Ehemaliges Wohnstallhaus | Zweigeschossiger, giebelständiger Satteldachbau mit verputztem Erdgeschoss und Zierfachwerk im Obergeschoss und Giebel, 17./18. Jahrhundert                                                                             | D-6-72-112-61 Wikidata  | weitere Bilder |
| Weinbergstraße 37 (Standort)   | Ehemaliges Wohnstallhaus | Zweigeschossiger, giebelständiger Fachwerkbau mit Zierfachwerk und Satteldach, bezeichnet „1608“ | D-6-72-112-62 Wikidata  | weitere Bilder |
| Weinbergstraße 37 (Standort)   | Kleintierstall           | Zweigeschossiger Fachwerkbau mit Satteldach, wohl zeitgleich | D-6-72-112-62 Wikidata  | weitere Bilder |
| Weinbergstraße 37 (Standort)   | Scheune                  | Eingeschossiger Fachwerkbau mit Satteldach, wohl 18./19. Jahrhundert | D-6-72-112-62 Wikidata  | weitere Bilder |

### Nickersfelden
| Lage                         | Objekt                   | Beschreibung | Akten-Nr.              | Bild           |
| ---------------------------- | ------------------------ | --- | ---------------------- | -------------- |
| Lange Wiese (Standort)       | Wegkreuz                 | Kruzifix auf Sockel mit reliefiertem Retabelaufsatz, dort Darstellung zweier Engel in Anbetung des Heiligen Kelches, Sockel mit Inschrift, Sandstein, bezeichnet „1888“ | D-6-72-112-72 Wikidata | BW             |
| Langstück (Standort)         | Kreuzdachbildstock       | Kreuzdachhaus mit Bildnische und modernem Marienrelief, auf Säule und Vierkantsockel, Sandstein, bezeichnet „1831“                                                      | D-6-72-112-71 Wikidata | BW             |
| Lindenstraße 10 (Standort)   | Ehemaliges Wohnstallhaus | Zweigeschossiger Halbwalmdachbau mit verputztem Erdgeschoss und Fachwerkobergeschoss und -giebel, um 1700                                                               | D-6-72-112-92 Wikidata | weitere Bilder |
| Lindenstraße 12 (Standort)   | Ehemaliges Wohnstallhaus | Zweigeschossiger, giebelständiger Fachwerkbau mit Satteldach und Zierfachwerk im Giebelfeld, Westseite teilweise verputzt, bezeichnet „1684/85“                         | D-6-72-112-68 Wikidata | weitere Bilder |
| Lindenstraße 12 (Standort)   | Ehemalige Stallung       | Kleiner zweigeschossiger Satteldachbau mit massivem Erdgeschoss und Fachwerkobergeschoss, wohl letztes Viertel 19. Jahrhundert                                          | D-6-72-112-68 Wikidata | weitere Bilder |
| Lindenstraße 14 (Standort)   | Einfriedung              | Mit Pforte, Sandstein, historisierend, zweite Hälfte 19. Jahrhundert | D-6-72-112-68 Wikidata | BW             |
| Lindenstraße 13 (Standort)   | Ziehbrunnen              | Massive quadratische Brunneneinfassung, mit großem hölzernen Schwingbaum, bezeichnet „1813“                                                                             | D-6-72-112-69 Wikidata | weitere Bilder |
| Nähe Lindenstraße (Standort) | Kreuzdachbildstock       | Kreuzdachhaus mit Bildnische und modernem Madonnenrelief und Wappen, auf weinrankenverzierter Säule auf reliefiertem Vierkantsockel, Sandstein, bezeichnet „1680“       | D-6-72-112-67 Wikidata | weitere Bilder |

### Roth an der Saale
| Lage                             | Objekt             | Beschreibung | Akten-Nr.              | Bild           |
| -------------------------------- | ------------------ | --- | ---------------------- | -------------- |
| Burglauer Weg (Standort)         | Wegkreuz           | Kruzifix auf rechteckigem Sockel mit Inschrift, Sandstein, bezeichnet „1925“                                                                          | D-6-72-112-75 Wikidata | BW             |
| Hermann-Seller-Straße (Standort) | Kreuzdachbildstock | Kreuzdachhaus mit Bildnische und modernem Relief einer Schutzmantelmadonna, mit Inschrift, auf Säule und kleinem Sockel, Sandstein, bezeichnet „1661“ | D-6-72-112-73 Wikidata | weitere Bilder |
| Leite (Standort)                 | Wegkreuz           | Kruzifix auf zwiebelförmigem Postament mit Inschrift, Sandstein, bezeichnet „1857“                                                                    | D-6-72-112-74 Wikidata | BW             |
| Untere Au (Standort)             | Wegkreuz           | Kruzifix auf Postament mit Inschrift, Sandstein, bezeichnet „1757“                                                                                    | D-6-72-112-76 Wikidata | BW             |

### Steinach
| Lage                                                                 | Objekt | Beschreibung | Akten-Nr.              | Bild |
| -------------------------------------------------------------------- | --- | --- | ---------------------- | --- |
| Am Rathaus 1 (Standort)                                              | Sogenanntes Altes Schloss | Mauerreste der mittelalterlichen Burg Steinach, im 19. Jahrhundert Umbau zum Wohnstallhaus, zweigeschossiger Satteldachbau mit Fenstereinfassungen aus Ziegelstein, unter Verwendung des Hausteinmauerwerkes der ehemaligen Burg, Sandstein, wohl 13. Jahrhundert | D-6-72-112-78 Wikidata | weitere Bilder                                                                                           |
| Badäcker (Standort)                                                  | Wegkapelle | Moderner Kapellenbau mit Satteldach und Rundbogenöffnung, darin Skulptur einer Pietà, 18. Jahrhundert | D-6-72-112-2 Wikidata  | BW |
| Burgau, zwischen Steinach und Roth (Standort)                        | Hochwassersteg über die Saale | Konstruktion aus Sandsteinmauerwerk mit Eisengittern, Belag mit modernen Betonplatten erneuert, bezeichnet „1878“ | D-6-72-112-93 Wikidata | weitere Bilder                                                                                           |
| Eckartspfad 1 (Standort)                                             | Heiligenhäuschen | Aus Haustein gemauerte Kapelle mit Figurennische, darin Figurenrelief der Heiligen Dreifaltigkeit, bezeichnet „1764“ | D-6-72-112-79 Wikidata | weitere Bilder                                                                                           |
| Geißgehege (Standort)                                                | Jüdischer Friedhof | Grabmäler des späten 19. und frühen 20. Jahrhunderts, 1874 | D-6-72-112-87 Wikidata | BW |
| Kreuzbergstraße, Brückenstraße (Standort)                            | Heiligenhäuschen | Kreuzdachhaus mit Bekrönungskreuz und Figurennische mit Figur der Heiligen Margarete, Sandstein, 1891 | D-6-72-112-80 Wikidata | BW |
| Marktplatz 2 (Standort)                                              | Ehemaliges Wohnstallhaus | Eingeschossiger Satteldachbau mit verputztem Erdgeschoss und Zierfachwerk im Giebel, Ende 18. Jahrhundert | D-6-72-112-81 Wikidata | weitere Bilder                                                                                           |
| Marktplatz 5 (Standort)                                              | Ehemaliges Pfarrhaus, heute Pfarramt                                                                                              | Zweigeschossiger, verputzter Fachwerkbau mit Satteldach, 1606, Verputz wohl erste Hälfte 18. Jahrhundert | D-6-72-112-82 Wikidata | weitere Bilder                                                                                           |
| Marktplatz 5 (Standort)                                              | Katholische Pfarrkirche St. Nikolaus und Katharina                                                                                | Saalbau mit eingezogenem Chor, Chorturm bis zur Läutstube spätgotisch, 1613 erhöht, Chor im Turmuntergeschoss, Langhaus im Wesentlichen von 1860, nach schwerem Kriegstreffer Wiederaufbau, nach 1945; mit Ausstattung | D-6-72-112-77 Wikidata | weitere Bilder                                                                                           |
| Nähe Riemenschneiderstraße (Standort)                                | Friedhof | Mit Grabmälern des 19. Jahrhunderts: Grabmal der Familie Ruppel, Obelisk mit Vasen, Sandstein, 1892 und Grabdenkmälern des 19. Jahrhunderts, alle in einer kleinen Kapelle im Südosten des Friedhofs aufgestellt; Priestergrabmal Peter Andreas Brauder, zwischen Fialen aufsteigendes Kreuz, Sandstein, 1870; Grabmal Pfarrer Johann Schmitt, Sandsteinkreuz, 1915; Grabplatte des Augustinerpaters und astronomischen Uhrmachers Nikolaus Alexius Johann | D-6-72-112-86 Wikidata | weitere Bilder                                                                                           |
| Nähe Riemenschneiderstraße (Standort)                                | Friedhof, Friedhofskreuz | Kruzifix auf Postament mit Inschrift, Sandstein, bezeichnet „1831“ | D-6-72-112-86 Wikidata | weitere Bilder                                                                                           |
| Nähe Riemenschneiderstraße (Standort)                                | Friedhof, Teile der Friedhofsmauer                                                                                                | Haustein, Sandstein, vor 1848 | D-6-72-112-86 Wikidata | weitere Bilder                                                                                           |
| Nähe Von-Bibra-Straße (Standort)                                     | Kreuzdachbildstock | Kreuzdachhaus mit Bischofswappen, Inschrift und Figurennische mit modernem Kunststeinrelief der Kreuzabnahme, über konischem Schaft auf Sockel, Sandstein, bezeichnet „1679“ | D-6-72-112-85 Wikidata | BW |
| Riemenschneiderstraße 37 (Standort)                                  | Ehemaliges Forsthaus | Zweigeschossiger, verputzter Krüppelwalmdachbau mit Querhaus, 1798 | D-6-72-112-83 Wikidata | weitere Bilder                                                                                           |
| Schloßhof 5, 6 (Standort)                                            | Ehemals Schloss, heute Doppelwohnhaus                                                                                             | Dreigeschossiger, verputzter Massivbau mit Walmdach und östlichem, polygonalen Treppenturm mit Wappentafel, im Kern von 1707, am Wappen bezeichnet „1707“ | D-6-72-112-84 Wikidata | weitere Bilder                                                                                           |
| Vorderer Berg, auf dem südlichen Ausläufer des Mehlberges (Standort) | Kriegergedächtnisstätte | Großanlage; Bergkapelle, eingeschossiger Bruchsteinbau mit Dachreichter und Satteldach, 1946 | D-6-72-112-88 Wikidata | weitere Bilder                                                                                           |
| Vorderer Berg (Standort)                                             | Kriegergedächtnisstätte, Gräberanlage westlich und östlich der Kapelle, Kriegerdenkmal für die Gefallenen des Krieges von 1870/71 | Zeitgleich; ursprünglich am Marktplatz 1974 auf den Bergkopf transloziert, Sandsteinstele mit Spitzdachabschluss und Raupenhelm, Stele mit Namen der Gefallenen, Eisernes Kreuz und Lorbeerkranz, 1906 | D-6-72-112-88 Wikidata | weitere Bilder                                                                                           |
| Obere Ruh (im Klauswald) (Standort)                                  | Kreuzdachbildstock | Kreuzdachhaus mit Bildnische mit modernem Madonnenrelief, Wappenrelief und Rückseiteninschrift, auf kurzer Rundsäule mit Weinrankenmotiv auf ornamentiertem Postament, Sandstein, bezeichnet „1698“ | D-6-72-117-65 Wikidata | [[Vorlage:Bilderwunsch/code!/C:50.29221,10.03298!/D:Obere Ruh (im Klauswald), Kreuzdachbildstock!/\|BW]] |

## Ehemalige Baudenkmäler
In diesem Abschnitt sind Objekte aufgeführt, die früher einmal in der Denkmalliste eingetragen waren, jetzt aber nicht mehr. Objekte, die in anderem Zusammenhang – also z. B. als Teil eines Baudenkmals – weiter eingetragen sind, sollen hier nicht aufgeführt werden. Aktennummern in diesem Abschnitt sind ehemalige, jetzt nicht mehr gültige Aktennummern.

| Lage                                          | Objekt           | Beschreibung | Akten-Nr.              | Bild           |
| --------------------------------------------- | ---------------- | --- | ---------------------- | -------------- |
| Bad Bocklet Windheimer Straße 2 (Standort)    | Hausfigur        | 18. Jahrhundert | D-6-72-112-12          | BW             |
| Aschach Neusetz 2; Schloßstraße 5 (Standort)  | Heiligenhäuschen | | D-6-72-112-30 Wikidata | BW             |
| Aschach Premicher Straße (Standort)           | Wegkapelle       | Kapelle 1965 umgesetzt, mit moderner Figur des Heiligen Rochus, Holz, 1980                                                                         | D-6-72-112-26 Wikidata | weitere Bilder |
| Aschach Raiffeisenstraße ()                   | Bildstock        | 17. Jahrhundert | D-6-72-112-28          |                |
| Aschach Von-Henneberg-Straße 19 (Standort)    | Pietà            | 18. Jahrhundert | D-6-72-112-37          | BW             |
| Bad Bocklet Nähe Von-Hutten-Straße (Standort) | Wegkapelle       | Moderner Kapellenbau mit Satteldach, ursprünglich mit barocker Madonnenfigur, 18. Jahrhundert heute ersetzt durch moderne Madonna, 20. Jahrhundert | D-6-72-112-11 Wikidata | BW             |
| Nickersfelden Lindenstraße 16 (Standort)      | Halbwalmdachhaus | Fachwerk verputzt und verschindelt, spätes 18. Jahrhundert                                                                                         | D-6-72-112-70 Wikidata | BW             |